# 남한산성
남한산성(南漢山城)은 대한민국 경기도 광주시 남한산성면에 있는 남한산을 중심으로 하는 산성이다. 또한 경기도의 도립공원이기도 하다. 병자호란 때 조선의 16대 왕 인조가 청나라에 대항한 곳으로 알려져 있으며, 1950년대에 이승만 대통령에 의해 공원화된 후 현재 도립공원으로 지정되어 많은 시민들이 찾는 장소가 되었다. 병자호란 당시 인조는 이곳에서 40일간 항전하였으나 결국 성문을 열고 청에게 항복한 곳으로 유명하다.

## 개요
과거 한양을 지키던 4대 요새 중 하나인 남한산성을 품은, 남한산성도립공원이 있다. 북쪽의 개성, 남쪽의 수원, 서쪽의 강화, 동쪽의 광주였다. 동쪽의 광주에는 남한산성이 있었다. 서울에서 동남쪽으로 24km, 성남시에서 북동쪽으로 6km 정도 떨어져 있는 남한산에 위치하고 있으며, 길이는 총 12.4km(본성 8.9km, 외성 3.2km, 신남산성 0.2km), 높이는 7.3m이다. 원래 2천여년 전, 고구려 동명왕의 아들 백제의 시조 온조의 왕성이었다는 기록이 있고, 나당전쟁이 한창이던 신라 문무왕 13년(673)에 한산주에 쌓은 주장성이라는 기록도 있다. 그 옛터를 활용하여 후대에도 여러번 고쳐 쌓다가, 조선조 광해군 때(1621) 본격적으로 축성하였다 한다. 석축으로 쌓은 남한산성의 둘레는 약 12km이다. 자연석을 써 큰돌을 아래로, 작은 돌을 위로 쌓았다. 동서남북에 각각 4개의 문과 문루, 16개의 암문을 내었으며 동서남북 4곳에 장대가 있었다. 성 안에는 수어청을 두고 관아과 창고, 행궁을 건립했다. 유사시에 거처할 행궁은 상궐 73칸, 하궐 154칸, 좌전 26칸으로, 모두 252칸을 지었다. 80개의 우물, 45개의 샘을 만들고 광주읍의 행정처도 산성 안으로 옮겼다. 이쯤되면 남한산성의 중요성과 성안이 유치 가능 인구도 짐작해 볼 수 있을 것이다. 산성이 축조되고 처음으로 시행(인조 17년, 1639)된 기동 훈련에 참가한 인원만 해도 12,700명이었다. 그러나 지금 성내에 남아 있는 건물은 불과 몇 안 된다. 동.남문과 서장대, 현절사, 연무관, 장경사, 지수당, 영월정, 침괘정, 숭렬전 이서 장군사당, 보, 루, 돈대 등이 남아있다. 그 중 4대문과 수어장대, 서문 중간쯤의 일부 성곽은 원형이 잘 보존되어 있다. 남한산성은 사적 제 57호와 도립공원으로 지정되어 있다.

### 현지 안내문
북한산성과 함께 수도 한양을 지키던 조선시대의 산성이다.
신라 문무왕 13년(673)에 한산주에 주장성晝長城(일명 일장성日長城)을 쌓았다는 기록이 있는데, 현재의 남한산성으로 보인다. 고려시대의 기록은 없으나 조선『세종실록지리지』에 일장산성이라 기록되어 있다.
남한산성이 현재의 모습으로 갖춘 것은 후금의 위협이 고조되고 이괄의 난을 겪고 난 인조 2년(1624)이다. 인조 14년(1636) 병자호란 때 왕이 이곳으로 피신하였는데, 강화가 함락되고 양식이 부족하여 인조는 세자와 함께 성문을 열고 삼전도에서 치욕적인 항복을 하였다. 그 뒤 계속적인 수리를 거쳐 오늘에 이르고 있다.
현재 남아있는 시설은 동·서·남문루와 장대·돈대·보 등의 방어시설과 비밀통로인 암문, 우물, 관아, 군사훈련시설 등이 있다. 이곳에는 백제 전기의 유적이 많이 있어 일찍부터 백제 온조왕 때의 성으로도 알려져 왔다.
남한산성은 각종 시설이 잘 정비되어 우리나라 산성 가운데 시설이 잘 정비된 곳으로 손꼽히며, 험한 지형을 활용, 성곽과 방어시설을 구축함으로써 7세기부터 19세기에 이르는 축성술의 시대별 발달단계를 잘 나타내는 좋은 자료로 인정받아 2014년 6월 유네스코 세계문화유산으로 등재되었다.

## 역사
남한산성의 역사는 삼국시대까지 거슬러 올라간다. 한때 백제의 수도 위례성으로 추정되기도 했던 남한산성은 백제의 시조 온조왕이 세운 성으로 알려졌으나, 신라 시대에 쌓은 주장성이라는 설도 있다. 조선 시대에 인조와 숙종 때에 각종 시설물을 세우고 성을 증축하여 오늘날의 형태를 갖추게 되었다. 그러나 일제강점기 직전인 1907년에 일본군에 의해 다수의 건물이 훼손되기도 하였다.
1963년 1월 21일 남한산성의 성벽이 국가 사적 제57호로 지정되었고, 1971년 3월 17일 남한산성은 경기도립공원으로 지정되어(제158호), 5년 후인 1976년 7월 1일 관리사무소가 개소되었다. 1999년에는 남한산성 역사관이 개장하고, 2014년에는 세계문화유산에 등재되면서 현재에 이른다. 오늘날 남한산성은 주변 시민들에게 훌륭한 휴식처이자, 건강을 위한 등산 산책 코스로도 인기를 얻고 있다.
2016년 11월 9일 남한산성의 문화재 관리기관이 종전 (재)경기문화재단에서 경기도지사로 변경되었다.

### 삼국 시대 및 통일 신라 시대
남한산성의 최초 축성에 관해서는 두 가지 견해가 엇갈리고 있다. 하나는 남한산성이 백제의 시조인 온조가 세운 왕도인 하남위례성이라는 것이고, 다른 하나는 남한산성이 신라 시대에 쌓은 주장성(晝長城, 일장성(日長城))이라는 의견이다.
하남위례성을 남한산성과 연관 짓는 주장이 처음 제기된 것은 고려 시대이다. 이러한 견해는 《조선왕조실록》, 《신증동국여지승람》, 《대동야승》, 《연려실기술》, 《여지도서》, 《대동지지》 등 대부분의 조선 시대 지리 관련 문헌에 남한산성이 백제의 고성이라는 주장이 실릴 정도로 힘을 얻었다. 한성으로 도읍을 옮긴 조선의 입장에서 한성이 국가의 수도로 적합한 곳임을 강조하려는 것이었다. 그러나 《중정남한지》의 저자인 홍경모만이 유형원의 《반계수록》을 인용하며 이런 주장을 반박하였으나 인정받지 못했다. 오늘날 학계에서는 최초의 백제 수도인 위례성으로 송파구에 있는 풍납토성을 강력하게 지목하고 있다. 그러나 2001년과 2002년에 걸쳐 토지박물관에서 남한산성의 행궁터를 발굴조사 하였는데, 이곳에서 백제의 유적으로 보이는 수혈과 화덕자리 그리고 토기조각들이 출토되어 백제 시대에도 남한산성에 사람이 살았음을 알 수가 있다. 그러나 아직 대대적인 시설이 발견되지 않아 도읍이라고 단정지을 수는 없으며, 계속 연구 중이다.
남한산성의 최초 축성에 대해서 두 번째 설은 신라 시대에 쌓은 주장성이라는 주장이다. 이 주장은《삼국사기》의 기록에 근거한 것인데, 《삼국사기》 신라 문무왕 12년 조에 “한강 이남의 한산에 주장성을 쌓았는데 둘레가 '4,360보'이다.”라는 기록이 있다. 이 시기는 신라가 삼국을 통일한 후 당과 투쟁에 들어간 시기이며, 특히 문무왕 12년 당나라의 병력 4만여명이 평양에 주둔하면서 신라를 침범하려는 의도를 보이던 시기였고 고구려의 패잔병과도 대치하던 시기이기 때문에 이를 대비하기 위해 남한산성을 축조했을 것이라고 여겨진다. 통일 신라 시대의 주장성이 남한산성이라는 것은 이후 여러 고문헌에도 기록되고 있으며, 이후 연구에서 주장성과 남한산성의 크기를 비교하여 볼 때 당시 한산 지역 산성 중에서 이 기록에 근접한 산성은 남한산성이 유일하다는 것이 논거로 제시되고 있다. 또 조선 시대 기록에도 주장성의 길이가 3,993보 나 17,400척 등으로 기록되어 있는 거리를 오늘날 단위로 환산하여 계산하면 주장성에 관한 기록과 비슷하다. 인조 당시 개축할 때 기록에는 “옛 터를 따라 남한산성을 다시 쌓게 하였다.”라는 《남한지》의 기록이 주장성이 남한산성이라는 설을 뒷받침하고 있는 것으로 해석되고 있다. 또한 남한산성에서 통일신라 시대 유물이 다량 출토되었다. 토지박물관의 남한산성 행궁터 조사에 따르면, 조선 시대 층위 아래에서 길이 50m가량의 통일 신라 시대 초대형 건물지가 출토되었고, 유물로는 국내 최대 크기의 통일 신라 시대 평기와가 다수 출토 되었다.

### 고려 시대
고려 시대에는 특별한 기록은 없다. 다만, 광주부사 이세화(李世華, 미상~1238년 9월 25일(음력 8월 16일))의 묘지명에 따르면 몽골의 고려 침입 당시 1231년과 1232년 두 번 광주성에서 몽골군을 물리쳤다는 기록이 있는데, 광주 지역에 소재하는 산성은 이성산성과 남한산성이지만, 6세기 중엽 축성된 이성산성은 규모가 작아 농성 전용이라기보다 해미읍성처럼 행정 중심지의 성격이 강해 위의 기록에 나오는 광주성을 남한산성으로 추정하고 있다. 앞서 언급된 이세화의 묘지명에는 몽고군이 침공했을 때 성을 수리했다고 되어 있으며, 《고려사》에 공민왕 10년에 홍건적이 침공했을 때 공민왕이 개경을 포기하고 피난길에 오르자 광주 주변 백성들이 모두 산성으로 올라갔다는 기록이 고려 시대 기록의 전부다. 다만, 남한산성이 고려 시대 기록에 나오는 광주성이라는 전제 하에 기록 자료나 발굴된 고려 시대 유물이 적은 점을 들어 일각에서는 고려 시대의 남한산성을 전쟁 상황에서 일시적으로 사용하는 군사적 용도의 농성 전용 성으로 추정하고 있다.

### 조선 시대

#### 조선 초
전략 거점으로서 남한산성의 중요성은 조선 태종 때 본격화되었다. 1401년 요동을 다녀온 이자영의 보고에 의거,

명나라가 조선을 침략할 지도 모른다는 위기감이 고조되자 태종은 국경과 내륙을 막론하고 고을 별로 산성을 쌓고 기존의 산성을 개축하여 산성 중심의 방어체제를 구축하기 시작했다. 남한산성도 이러한 국방정책에 따라 세종 때에 군사시설로 이용하기 시작했다. 아직 태종 때부터 세종 때까지 남한산성이 개축되었다는 기록은 발견되지 않았으나, 《세종실록지리지》에서 남한산성에 대해 비교적 상세하게 현황을 파악한 기록이 있는데, 이 기록은 남한산성을 이용하기 위해 현황을 파악한 것으로 볼 수 있으며, 따라서 이를 통해 당시 개축이나 수리는 안했어도 군사기지로 이용하기 시작했음을 알 수 있다.
임진왜란 중인 1596년에 서애 류성룡이 남한산성을 전략적 거점으로 삼을 것을 주장했고, 1603년(선조 36년)에 다시 제기되기도 하였으나, 실제 남한산성이 정비되기 시작한 것은 1621년(광해군 13년)에 석성으로 개축 공사를 시작하면서부터다. 이때 일부 수축이 이루어졌다.
그러나 광해군은 완성을 보지 못하고 폐위되었으며, 남한산성이 본격적으로 지금과 같은 형태로 증축된 것은 인조 대에 이르러서다. 인조반정으로 광해군이 물러나고 집권세력이 교체되면서 조선의 대외정책에 큰 변화가 초래되었다. 서인이 정권을 장악하면서 친명배금 정책을 취한 것이다. 후금이 침입할 수 있다는 위험성이 고조되는 가운데, 더욱이 인조 2년(1624년)에 일어난 이괄의 난을 계기로 도성을 방어하고 유사시 왕이 피신할 수 있는 거처로서 남한산성의 중요성이 크게 증대되었다. 이에 인조는 1624년부터 1626년까지 2년간 공사를 추진하여, 공사 완료 후 광주목이 남한산성으로 이전했고, 수어청도 같은 해에 남한산성에 설치되었다. 성의 둘레도 6,927보가 되었다. 왕이 거처할 행궁도 인조 4년 성곽이 완성될 때 건축되어 《남한지》, 《광주부읍지》에 의하면 상궐이 72칸 반, 하궐 154칸으로 모두 227칸이 건축되었다.

#### 병자호란
이러한 노력에도 불구하고 남한산성은 1636년 병자호란의 치욕을 피할 수 없었다. 1627년(인조 5년)에 발발한 정묘호란 이후 후금이 조선에 대해 무리한 요구를 한데 대해서 조선이 대항하려는 움직임을 보이자, 후금은 조선의 왕자를 보내고 사죄를 요구하였다. 그러나 조선은 이를 거절하였고 이에 따라 청 태종 황태극이 12만명의 군사를 이끌고 조선을 침공하였다. 침공 직전 청으로 국호를 개칭한 황태극은 12월 9일 압록강을 건넌 후 한양을 향해 진군하였다.
이에 조선은 먼저 봉림대군, 인평대군 등의 왕자를 먼저 강화도로 피신하게 하고, 조정 또한 강화도로 피난하려 했으나, 청군의 선발대가 이미 강화도로 가는 길목을 가로막으면서 강화도를 포기하고 남한산성으로 갈 수밖에 없었다. 당시 성 안에는 13,000 여명의 군사가 방어를 하고 있었고, 양곡 14,300여 석과 소금 90여 석이 있어 겨우 50일 분의 식량이 비축되어 있었다. 청군은 큰 저항을 받지 않은 채 남한산성에 당도해 산성 밑의 탄천 부근에 포진하였다. 이에 전국의 구원병들이 출병하였지만, 모두 남한산성에 당도하기 전에 궤멸되었다. 구원병이 별로 도움을 주지 못하자 성안의 조정에서는 강화론이 제기 되었다. 주화파와 주전파 사이에 여러차례 격렬한 논쟁이 벌어졌지만 이듬해 1월 22일 강화도가 청군에 함락당하고 강화도에 피신해 있던 왕자와 군신들의 처자 200여 명이 청군의 포로로 잡히면서 대세는 강화 쪽으로 기울게 되었다. 그 이후 청군은 화포를 쏘아대어 성벽의 일부를 무너뜨리는 등 압박을 가하였다. 1월 26일 조선의 사신이 협상을 위해 청 진영에 도착했을 때 청군은 강화에서 포로가 된 왕자를 대면시켰다. 이에 조선은 더 이상 버틸 힘을 상실하고, 1월 30일 인조가 45일 만에 식량 부족으로 성문을 열고 나가 삼전도에서 항복의 예를 갖게 되었다. 이 곳에서 인조는 소복을 입고 청나라 황제 황태극은 높은 단상에 앉아서 삼궤구고두의 예를 받았다. 삼궤구고두는 세 번 절하고 아홉 번 머리를 조아리며 자신의 죄를 고백하는 여진족의 의식이었다.

#### 호란 이후

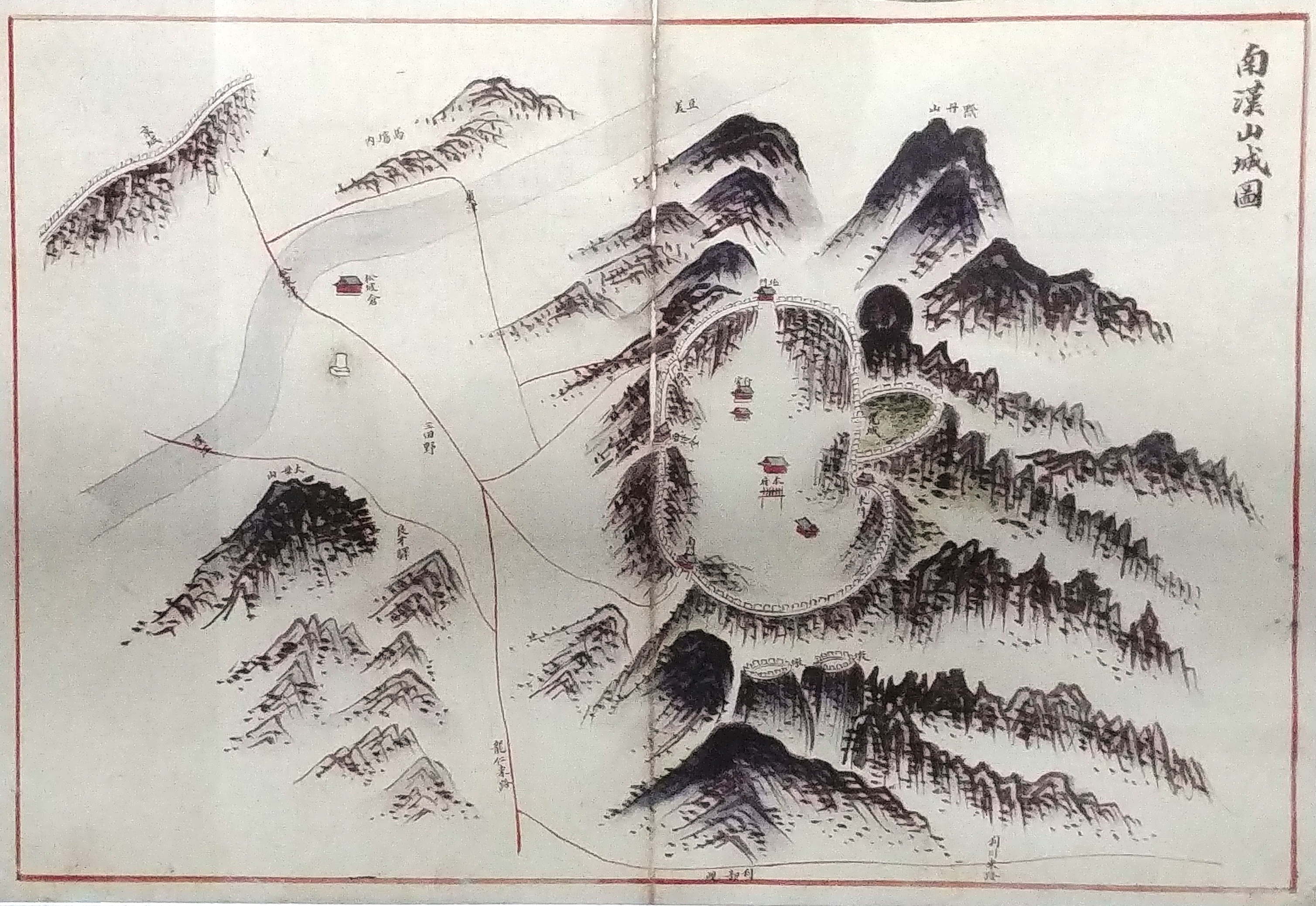
동국여도(19세기 초)의 남한산성도(경기도박물관 소장)

호란 이후로 남한산성에 큰 변화가 있었다. 병자호란을 거치면서 조선은 홍이포와 같은 공성무기의 위력을 실감하였고, 이후 조선은 조총과 화포를 주로 하고 궁사와 창검을 보조무기로 하는 형태로 체제를 바꾸게 되었다. 이에 따라 봉암외성, 포루, 돈대, 옹성 등을 증축하였고, 문루와 장대(將臺)를 축조하였다. 병자호란 이후 전쟁으로 인하여 무너진 성벽의 보수 및 원성에 대한 증개축과 함께 아마도 남옹성 3개가 신축되고 연주봉옹성을 비롯한 4개의 옹성에 포루가 설치되었을 것으로 추정된다.
1686년 숙종 12년에는 광주유수 윤지선이 봉암성 축조를 건의하였다. 또한 숙종 19년에는 수어사 오시복이 한봉외성을 새로 건축하였다. 숙종 31년에는 수어사 민진후의 주장에 따라 봉암성에 2개의 포루를 건설하였다. 포루의 방향은 정확히 한봉의 정상부를 향하도록 설치되었으며, 장경사의 원성부분에도 포루를 신축해서 방어력을 강화시켰다. 또한 숙종 45년에는 남격대를 신축했다. 이후 많은 수축작업이 이루어져서, 영조대에는 3번의 큰 수축 공사가 이루어졌고, 정조 3년에는 남한산성에 대한 대대적인 수축작업이 벌어져 기와로 쌓았던 여장을 벽돌로 교체하였다.
조선 말, 남한산성은 의병 활동사에 다시 등장했다. 1896년 명성황후 시해 사건(을미사변) 후 봉기한 의병들 중 경기 의병이 이천 의병들과 연합하여 남한산성을 점거하였다(2월 28일). 이후 한성 진공을 준비했으나, 관군에 체포된 김귀성이란 자가 관군에 남한산성 성벽 서쪽에 파손된 부분이 있음을 밀고했다. 관군은 이 파손된 부분으로 밀고 들어와 의병을 해산시키고 성을 장악했다.
1907년 군대 해산 후, 일본은 당시 조선군의 무기와 탄약을 인수했는데, 남한산성 내 사찰에 보관 중이던 무기와 탄약도 회수하여 폭발시켰다.

### 일제 강점기
1919년 3월 27일, 남한산성에서 인근의 중부면 단대리, 탄리, 수진리 주민 300여 명이 만세운동을 하기도 했으며, 1930년대에는 항일민족운동의 중심지로 부상했다. 1930년 석혜환, 정영배 등이 조직한 남한산노동공조회를 남한산성을 중심지로 활동을 시작했으나 1936년 일제에 의해 괴멸되었다. 1930년대 한국독립운동은 사회주의 계열이 두각을 나타냈는데, 이 조직도 마찬가지였으며, 해방 후에도 인근 사회주의/공산주의 운동의 중심지 역할을 하기도 했다.

### 해방 후 현재
남한산성도 한국전쟁은 피할 수 없었기 때문에 성벽과 성내의 건물들이 파괴되거나 훼손될 수밖에 없었다. 이승만 대통령이 남한산성을 국립공원으로 지정했으나, 4·19 혁명 후에 수립된 제2공화국은 이를 무효화시켰다. 1971년 도립공원으로 재지정되었고, 5년 후인 1976년 7월 1일 관리사무소가 개소했다. 1963년 1월 21일에는 남한산성의 성벽이 국가 사적 제57호로 지정되었다. 성벽 복원사업이 1975년부터 시작되어 1997년까지 성벽 5.1Km를 복원했다. 현재 성남시와 광주시 양 방향으로 남한산성을 관통하는 도로는 1974년에 완공되었다. 1999년에는 남한산성 역사관이 개장하고, 2014년에는 세계문화유산에 등재되면서 현재는 옛 풍파를 간직한 채 연 280만명이 방문하는 서울특별시와 경기도 등지의 시민들의 자연 휴양처가 되고 있다.

## 환경

해동지도의 남한산성 부분

남한산성의 전반적인 지형은 청량산(497m)과 남한산(480m)을 중심으로 급경사로 된 화강편마암의 융기 준평원으로서, 주봉인 청량산(482.6m)을 중심으로 북쪽의 연주봉(467.6m), 동쪽으로 남한산의 주봉인 벌봉(522m)과 망월봉(502m), 남쪽으로 한봉(414m)을 비롯한 몇 개의 봉우리를 연결하여 쌓은 성이다. 남한산은 풍화에 강한 경기변성암 복합체로 이루어져 있다. 산아래 해발 400m 내외의 고도에는 북동-남서 방향으로 비교적 넓은 면적의 평지가 펼쳐져 있으며, 고위평탄면으로 알려져 있다. 이 평지는 화강편마암의 융기 준평원으로 넓은 구릉성 분지를 이룬다. 남한산 주변은 서고동저의 기복을 형성하며, 서쪽은 대체로 경사가 급하고 험하지만, 내부의 평지를 지나 동남쪽으로 내려가는 길은 대체로 완만한 편이다. 산정을 중심으로 서쪽 저지에는 한강의 지류인 탄천, 동쪽에는 또다른 지류인 광안천이 북으로 흘러 본류와 합류한다. 결코 완만하지 않은 산 자체의 경사가 성벽과 결합하여 단단한 자연 방어선을 이루는 관계로 공격자의 입장에서 굉장히 공략하기 어려운 천혜의 전략적 요충지이다.
게다가 성안에는 45개의 연못과 80여 개에 달하는 샘이 있어서 사시사철 물이 마르지 않아 장기간 농성에 유리하다. 하지만 분지 내에는 고산지대인 관계로 하천은 미약하고, 산성천이 유일한 하천으로 수문을 통하여 동쪽으로 흘러가면서 산성리에서 엄미리에 이르는 약 8 km 구간이 침식곡을 이루고 있다. 그리고 산정의 급경사면에 비해 북부 산록에는 경사가 하부로 갈수록 완만한 산록 완사면이 발달하고 있다. 또한 산성 안에는 산성천이라 불리는 소하천이 북동-남서 방향으로 고을을 관통한 뒤 동문 옆 수문을 통해 빠져나간다. 한편 산성내의 인구가 늘어나면서 비록 남한산의 수목에 대한 벌목을 금지하는 법령이 만들어졌지만, 조선시대까지만 해도 전쟁과 민간의 난방연료 수요로 인해 남한산의 식생은 비교적 황폐하였다. 이에 따라 산사태가 빈번해지자 철종 연간에 산성마을의 유지가 사재를 출연해 10,000 그루가 넘는 소나무를 식재했으며, 고종 때에도 성내 산사태 피해지와 인근 민둥산에 1만 5천주의 소나무를 식재했다.
한편 남한산성의 식생은 주로 활엽수로 구성되어 있으며, 조림군락이 분포한다. 남한산성에는 신갈나무와 갈참나무, 서어나무가 군락을 이루고 있으며, 밤나무, 잣나무, 아까시나무 등이 조림군락을 이루고 있다. 2007년에 실시된 남한산성 북사면의 산림식생에 관한 연구에서는 남한산성 북사면에 총 137종, 평균 약 22종의 식생이 분포한다고 보고했다.
남한산성은 한강변의 가시권에 속해서 강북의 아차산 일대와 더 북쪽의 불암산과 인왕산까지도 조망이 가능하다. 남한산의 서북쪽은 백제의 중심지였던 풍납동, 방이동과 그아래 몽촌토성 일대이며, 동북쪽은 신라가 한강유역을 장악한 6세기 이후로 한산주와 광주의 읍치가 있었던 이성산성이 있는 하남시 춘궁동 일대이다. 이들 역사 유적들은 남한산성으로부터 직선거리로 5~6 km 거리로 징검다리식 위치에 놓인다.
연평균 기온은 인접 지역과는 고도 차이로 인해 약 4도 정도 낮은 기온이 나타나며, 연평균 강수량은 1,300mm ~ 1,400mm이다. 맑은 날의 평균 일수는 약 204일로 봄과 늦가을에 맑은 날이 많다. 산간 지역의 계절 변화는 평지보다 1~2주 늦게 봄이 오고 일찍 겨울이 온다.

## 이용과 생활
남한 산성 내부는 높이 400m 정도의 고위평탄면으로, 일시적 방어 요새로만 기능하는 다른 산성과는 달리 조선 시대와 일제 강점기에 광주 군청이 설치될 정도로 행정의 중심지이자 지역 중심지로 기능해왔다. 또한 남한산성 내부의 취락은 고도가 높고 산으로 둘러싸인 지형에 있다는 측면에서 다른 지역과 확연히 구별되는 입지적 특징을 지니고 있다.
남한산성에 사람이 살기 시작한 것은 백제 시대의 토기 파편과 신라 시대의 거대한 건물 터가 발견된 것으로 미루어 볼 때, 적어도 삼국 시대로 거슬러 올라간다. 그러나 고려 시대까지만 해도 일시적 농성전용 요새로 사용되었던 것으로 추정되며, 본격적으로 사람이 남한산에 거주하기 시작한 것은 조선 시대에 남한산성을 수축하며 산성 내로 촌락을 이전하면서부터라고 볼 수 있다.
산성 수축 이전, 고대의 성을 중심으로 한 지방 통치 단계에서 광주의 관촌 일대는 자연촌 가운데 하나에 불과하였다. 정치군사적인 역량이 강화되면서 영역이 확대되자 성촌의 수는 크게 증가했다. 지방통치의 효율을 높이기 위해 신라는 주군제를 실시함으로써 지방지배의 틀을 완성했다. 고구려의 한산군에 해당하는 광주는 신라의 삼국통일과 함께 한산주로 불리다가 경덕왕이 이름을 한주로 개칭하였다. 한주에는 일찍부터 군주가 파견되어 통치하였다. 이후 고려 시대에 와서 성종 즉위년에는 외관의 파견을 적극 검토해야 한다는 최승로의 건의를 받아들여 이듬해 12목을 설치한다. 목은 기존의 주를 대체하면서 한주 또한 광주목으로 바뀌게 되었다. 이후 조선 시대에 와서 남한산성의 축성이 완료되면서 1627년 조선 정부는 광주목의 읍치를 산성 안쪽의 성내동으로 이전하도록 하였다. 이후 이전의 읍치는 동부면 춘장리로 재편되었으며, 항간에서는 '고골'(古邑)이라는 이름으로 불리게 된다. 일반적으로 산성의 존재의의가 방어에 있었던 것에 비해, 치소를 유치하게 된 성내동은 행정기능을 추가하여 관아도회의 입지를 굳힐 수 있었다. 성내동은 유사시 임시수도의 기능을 염두에 두고 설립되었으며, 이와함께 광주목은 광주부로 개칭되었다. 방어취락으로 시작해 새롭게 광주부의 행정중심지가 된 성내동은 남한산성 내부의 "성내"와 전략적으로 중요한 동문 밖의 일부 구역인 "외문"을 포함하였다.
이렇게 산성안에 대규모 행정 중심지가 형성될 수 있었던 배경에는 식수를 구하기 쉽다는 점이 크게 작용하였다. 비록 군사적인 필요에 의해 개발했지만, 산성 내에는 적지 않은 수의 우물이 있었을 만큼 수원이 풍부하였다. 하지만 초기에는 선뜻 남한산성으로 이주하려는 사람들이 없어서 모집해게 되었으며, 초기 이주자중 일부는 죄를 지어 변경으로 송치할 대상도 포함되었다. 이 결과 300여 호에 달하는 민가를 확보할 수 있었으며, 이후로 모집은 계속되어 숙종 대에는 600여 호가 성내동에 거주하게 되었다.
18세기에서 19세기까지 성내동은 대체로 1천 가구, 4천 여 명의 인구를 보유한 취락이었다. 이 인구는 남한산성 안팍의 인구를 모두 고려한 수치이며, 산성 안쪽에만 국한시키면 600여 호 남짓한 규모였을 것으로 학자들은 추정하고 있다. 1907년의 조사에 따르면 성내의 호구는 446호, 1840명이었다. 이후 구한말 의병운동이 남한산성에서 일어나면서 일시적 피해를 입고, 1917년 말 군청이 평지로 이전하면서 산성 취락은 급속히 쇠퇴하였다. 1930년대 중반의 보고에는 성분 안쪽의 산성리에 241가구, 1,402명의 인구가 거주했던 것으로 기록되어 있다. 이후 1940년대 중반 무렵 산성리는 약 70여호의 벽촌으로 변하게 되었다.

### 경제적 이용
세종실록지리지에 따르면, 남한산성 내부에는 조선초기 까지만 하더라도 124결이라는 좁지 않은 면적의 경지가 확보되어 있었다. 당시 광주목의 토지가 16,269결의 규모였다는 사실을 생각해 볼 때, 약 0.76%의 경지가 산성내에 개발되어 있었다는 것을 알 수 있다. 이것은 성내동의 인구비율과 비교했을 때, 상당히 낮은 수치로서 산성내의 토지부양력이 그다지 높지 않았음을 알 수 있다. 1911년 토지조사사업으로 조사된 산성리의 경지는 논 3,823평과 밭 140,368평 규모였으며, 이는 광주군 경지면적의 약 1.2%를 차지한다. 따라서 산성리는 광주군의 행정 중심지였음에도 불구하고 경제력이 그다지 높지 않았다는 것을 확인 할 수 있다.
한편 1911년의 조사된 결과를 보면 당시 219,832평의 토지 가운데 82.9%에 해당하는 182,288평은 민유지, 나머지 37,544평은 국유지로 분류되었다. 필지당 국유지의 면적이 사유지의 면적을 크게 상회하였는데, 이것은 행궁, 각종 관서, 시장, 창고 부지등의 시설이 많이 있었기 때문이다. 또한 토지중 전체의 63.9%인 140,368평이 밭으로 이용되었으며, 지형과 수리상의 이유로 논은 토지전체의 1.7%에 불과하였다. 따라서 산성내의 농업은 밭농사 위주로 진행되었다는 사실을 알 수 있다.
한편 산성동은 매월 초이틀을 시작으로 5일마다 성내장이 열려 교역의 기능을 수행하기도 했다. 이것은 광주부가 경기남부를 지나 도성으로 진입하려 할 때 반드시 거쳐야 하는 고을이었던 것과 무관하지 않다. 한편 산성 내에서 큰 규모의 장이 열렸다는 것은 남한산성이 행궁과 종묘, 사직 등과 같이 임시 수도로서의 기능을 충분히 갖추고 있었음을 의미한다.

### 군사적 이용
임진왜란 이후 조선의 중앙군이 5군영 체제로 정비되면서 수어청이 남한산성을 담당하며 수도외곽의 수비를 전담했다. 남한산성의 방어는 수어청에 소속된 5개의 영이 일정 구간을 전담하는 형식으로 이루어졌다. 산성의 수비에는 승군 또한 참여하였다. 승군은 남한산성 내에 있던 9개의 사찰에서 주재했다. 사찰에는 무기와 탄약을 보관하는 병기고와 화약고가 설치되었으며, 배속된 승려가 관리를 맡았다.
산성의 수축이 완료된 이후 산성에 주둔하는 수어청을 운영하는데 필요한 재원의 확보가 중요하게 되었다. 일찍부터 하삼도에서 올라오는 조세의 일부를 비축하고 둔전을 확보하려는 노력이 지속되었다. 한강수로를 타고 올라온 조세미는 창모루와 둔지나루터에 하역된 후 마차나 등짐으로 사창리를 통해 산성 안으로 운반되어 비축했다. 또한 산성내의 토지의 전세와 대동미는 서울로 올려 보내지 않고 산성 안에 비축하였다.
정조 때 수어청의 병졸은 20,000여 명에 이르렀으며 , 화기 또한 중앙의 여러 군부 가운데 가장 많았다. 군량미 또한 50,000에서 80,000석에 이르렀다.
한편 남한산성의 운영에는 승군의 역할 또한 지대하였다. 승군은 6도의 사찰에서 차출되어 매년 2개월씩 수성의 의무를 다해야 했다. 이들은 성안의 9개 사찰에 머물며 비상시에 전투에 나아가 적을 토벌하는 한편, 군량미의 수송, 성곽 축조와 보수, 둔전의 개간, 무기의 제작, 시신의 수습과 같은 여러 가지 중대한 임무를 수행하였다. 승려들은 또한 본연의 종교적인 의식을 수행하는 것은 물론 서책의 인쇄와 같은 기타 잡역에 동원되었다.

## 시설 및 건축물
남한산성에는 원성과 외성, 옹성, 4대문, 암문, 치, 장대, 포루, 수구, 단, 묘, 공해, 정, 사찰, 제당 등 많은 시설물과 행궁이 있다. 남한산성 성곽이 1963년에 국가사적 제57호로 지정된 이후, 수어장대(경기도 유형문화재 제1호)를 비롯해 숭렬전(동 제2호), 청량당(동 제3호), 현절사(동 제4호), 침괘정(동 제5호), 연무관(동 제6호), 지수당(경기도 문화재자료 제14호), 장경사(동 제15호), 망월사지(경기도 기념물 제111호), 개원사지(동 제 119호)등이 문화재로 지정되었다. 또한 2007년에는 남한산성 행궁이 사적 제480호로 지정, 2012년 복원을 마치고 일반인에게 공개하고 있다.

### 성곽
성곽은 기본적으로 원성과 외성으로 구분하는데, 원성은 하나로 연결된 본성이며, 외성으로 동쪽에 봉암성과 한봉성, 남쪽에 신남성이 있으며, 동 · 서 두 개의 돈대가 구축되어 있다. 원성은 1624년 (인조 2년) ~ 1626년 (인조 4년) 사이에 개 · 증축 당시 축성되어 둘레 7,545m다. 원성 내부는 2,135,752m3로서 대략 627,200평으로 측량되었다. 현재 원성은 남쪽과 북쪽 일부가 훼손된 상태다. 전체 8,888m의 옹성(甕城)과 3,213m의 외성(外城)을 포함한 성벽의 전체 길이는 12,355m에 이른다. 성벽은 자연석으로 막돌쌓기를 하였는데, 높은 성벽이 무너지지 않도록 큰돌을 아래에 쌓고 작은 돌을 위로 쌓았으며, 성벽은 위로 갈수록 안쪽으로 기울어져 있다. 성벽의 높이는 3~7ｍ이다.

#### 원성

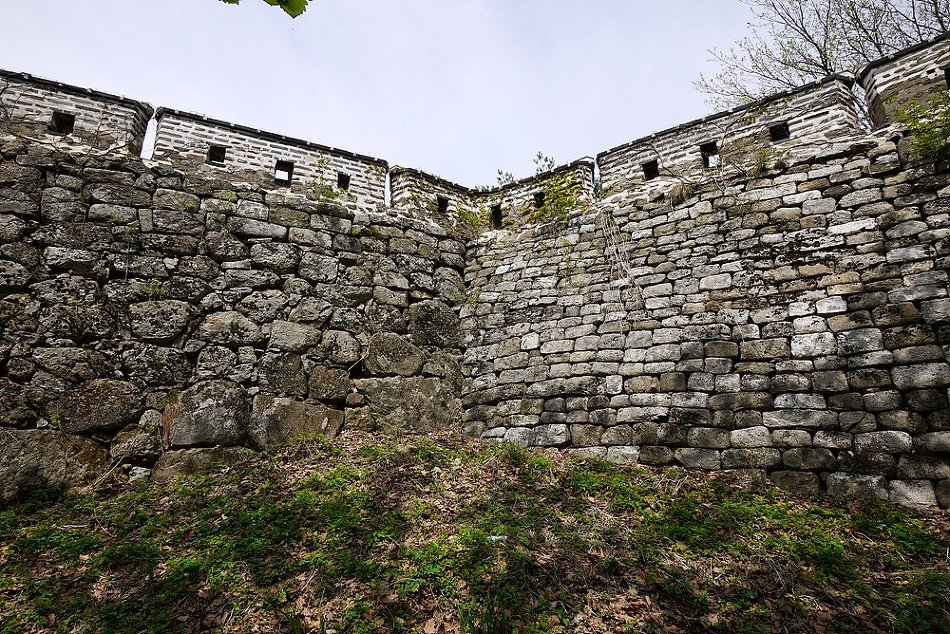
성벽

원성은 높이가 약 3~7m 내외로 다른 성곽에 비해 전체적으로 잘 보존되어 있는 편이다. 이것은 이 산성이 조선 시대부터 국가의 총력을 기울여서 여러 차례 수축이 되어왔고, 1971년 산성 전역이 도립공원으로 지정되면서 성벽에 대한 보수작업이 지속되어 왔기 때문이다. 성벽은 지반 위에 잘 다듬은 장대석을 쌓고 막힌줄눈 바른층쌍기를 하였다. 성돌은 지대석의 크기가 50 cm × 30 cm 정도이고, 그 위로 두께 20 cm 내외에 폭 30~50 cm 정도 크기의 면석을 정다듬하여 쌓았다.

#### 외성
외성은 숙종 12년에 쌓은 봉암성, 숙종 19년에 쌓은 한봉성, 영조 29년에 쌓은 신남성의 3가지로 구분된다.

##### 봉암성
봉암성은 남한산성의 원성에 대해 새로 쌓은 성이란 뜻으로 '신성'이라고도 불렸다. 또한 동쪽에 있어서 ‘동성’이라고도 하였다. 봉암성의 여장은 대부분 훼손되었지만, 성벽 몸체는 비교적 잘 남아있는 편이다. 성벽은 약 2~3m의 높이만 남아있다. 숙종 31년에 2개의 포루를 증축했다.

##### 한봉성
한봉성은 봉암성의 동남쪽에서 한봉의 정상까지 지어진 외성이다. 병자호란 이후 숙종 19년에 수어사 오시복이 신축했다. 한봉성은 다른 성과는 다르게 닫힌 곡선 형태를 이루지 않고, 일직선으로 연결된 용도(甬道) 형태의 성이다. 한봉성이 신축된 이후 청나라 사신이 숙종 31년에 와서 한봉성을 헐었고, 영조 15년에 수어사 조현명이 다시 개축했다. 일반적으로 한봉성의 성돌은 장방형이나 정방형에 가깝고, 폭은 60~80cm, 두께는 약 45cm 정도이다.

##### 신남성
신남성은 제7암문에서 남쪽으로 검단산 정상부에 있다. 신남성은 남격대, 또는 대봉(對峯)이라고도 불리며 동쪽과 서쪽에 두 개의 돈대가 있다. 동돈대는 정상부를 돌아가면서 원형에 가깝게 축조되었는데 1996년 보수 과정에서 상당부분 신재로 보충되었다. 서돈대는 동돈대에서 서쪽으로 약 200여m 지점에 있다. 서돈대와 동돈대는 영조 29년에 함께 수축된 것이다.
2008년 4월 21일 광주시의 향토문화유산(기념물) 제4호로 지정되었다가, 2015년 10월 12일 남한산성 사적(보호구역) 추가지정에 따라 해제되었다.

#### 옹성

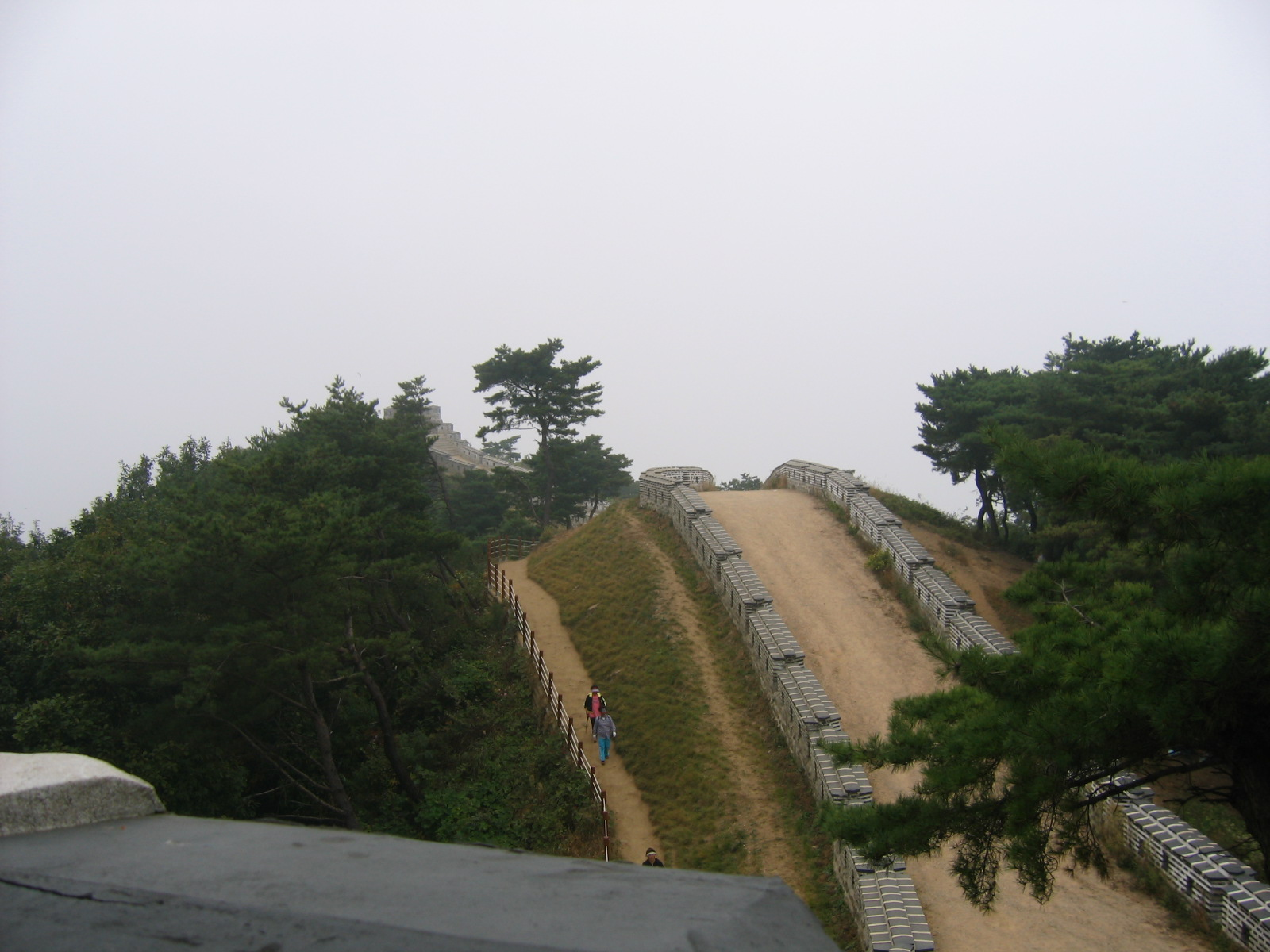
남한산성의 연주봉옹성

옹성은 주 성곽에서 바깥으로 길게 뻗은 작은 성곽으로, 성벽에 달라붙은 적군을 옆에서도 공격할 수 있어 적의 공격을 막는 데 효과적이다. 일반적으로 옹성은 성문을 보호하기 위한 시설이지만, 남한산성의 옹성은 모두 성벽에서 길게 뻗어서 성벽을 보호하기 위해 설치되었다. 남한산성의 경우 돌출된 옹성에서 봉화대 역할도 겸한 것으로 추정된다. 남한산성에는 현재 연주봉 옹성, 장경사 신지 옹성과 남문 쪽의 옹성 3개를 비롯하여 총 5개의 옹성이 있다. 연주봉옹성을 제외하고는 모두 원성 축성 이후에 건설된 것으로 남쪽에 3개, 동쪽에 1개, 북서쪽에 1개가 있다.

##### 남옹성
제1남옹성은 남문 쪽의 옹성 3개중 서쪽의 첫 번째 옹성이다. 둘레는 423m이고, 옹성 끝에는 8개의 포대가 설치되어 있으며, 그 뒤로 장수의 지휘를 위한 축대가 설치되어 있다. 본성과 연결되는 지점에는 전투 시에 성내로 출입할 수 있도록 암문을 설치하였다.
《남옹성 무인각석》은 조선 인조대 남한산성 수축 당시 남옹성 지역의 축성을 맡은 감독관, 목수와 장인의 이름을 새긴 돌이다. 2008년 4월 21일 광주시의 향토문화유산(기념물) 제5호로 지정되었다.

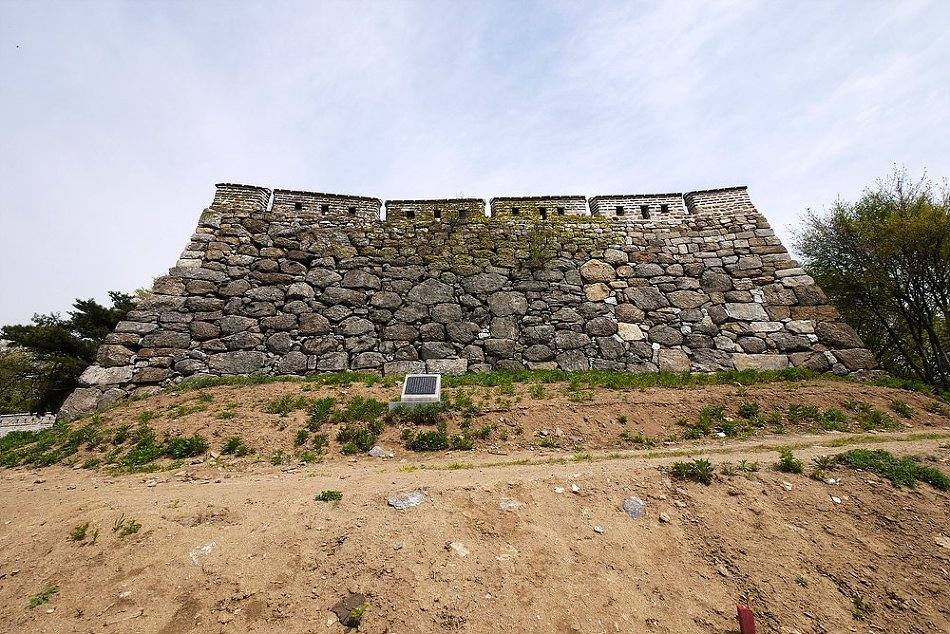
남한산성 제2옹성 치성
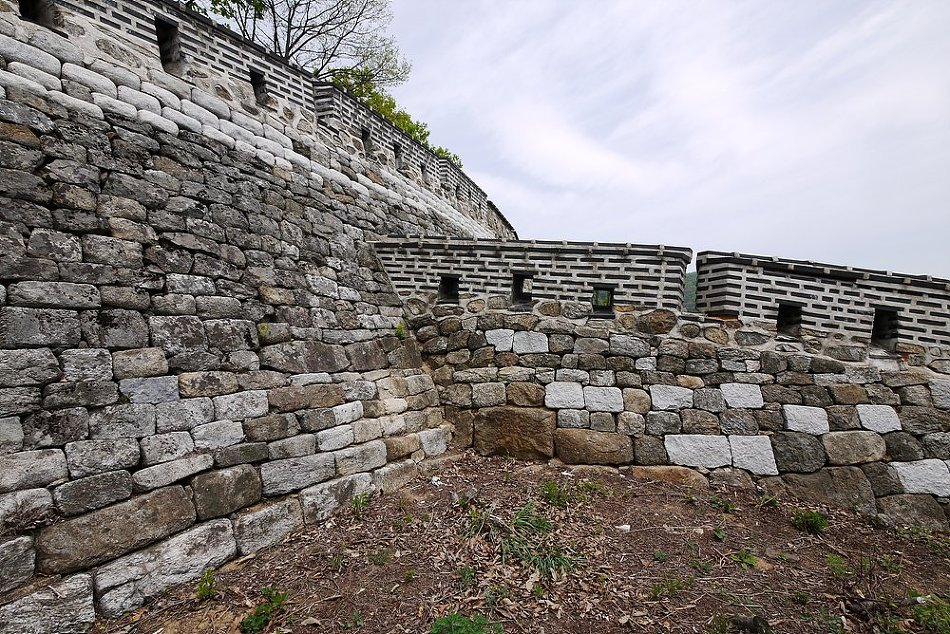
장경사-신지옹성과 본성이 접하는 부분
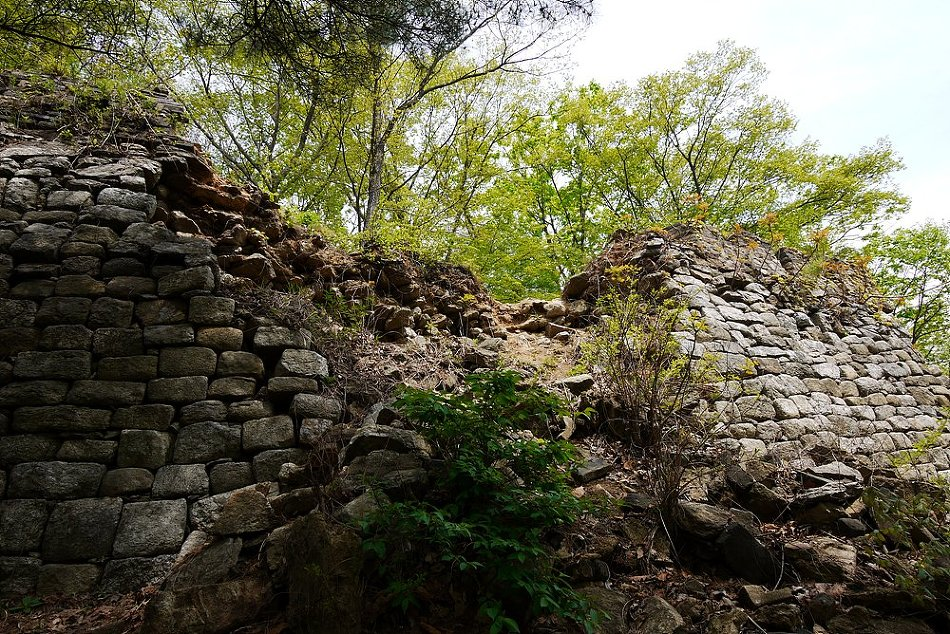
남한산성 성벽 미복원구간
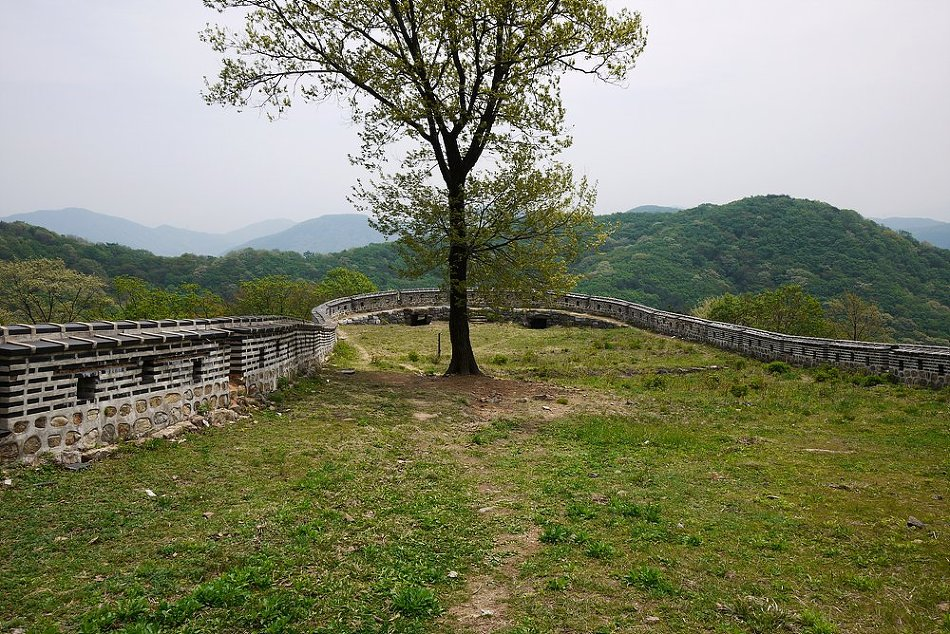
신지옹성 내부

#### 여장
여장은 성위에 낮게 쌓은 담으로, 이곳에 몸을 숨겨 적을 향해 효과적으로 총이나 활을 쏠 수 있게 만든 시설을 말한다. 남한산성의 여장은 다른 성곽에서 보기 힘든 전돌로 축조한 평여장이다. 그러나 여장은 축조시기와 위치에 따라 조금씩 다르게 나타나고 있다. 여장 재료는 일반적으로 하부는 석재로, 상부는 전돌을 사용한 경우가 대부분이다. 여장은 수평되게 축조한 것이 기본형식이나, 급경사지에서는 계단식으로, 일부 완만한 경사지에는 지형에 따라 경사지게 조성한 예도 보인다. 여장에는 중앙에 근총안 1개와 좌우에 원총안 2개 등 3개의 총안과 여장과 여장 사이에는 활을 쏘기 위한 타구가 마련되어 있고, 남한산성의 여장 규모는 길이 4.2m, 높이 1.3m, 폭 0.8m 내외가 일반적이다.

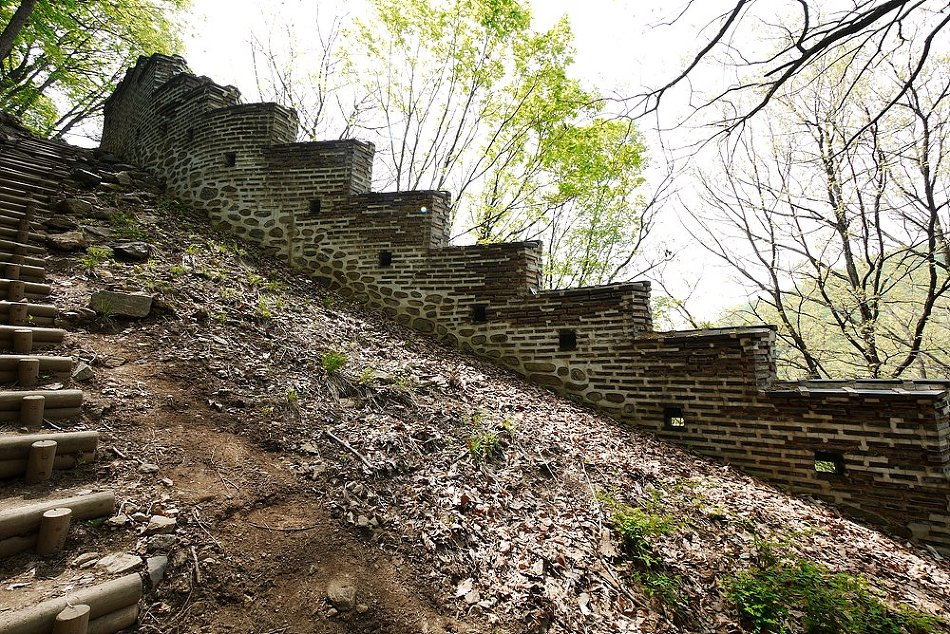
계단식 여장
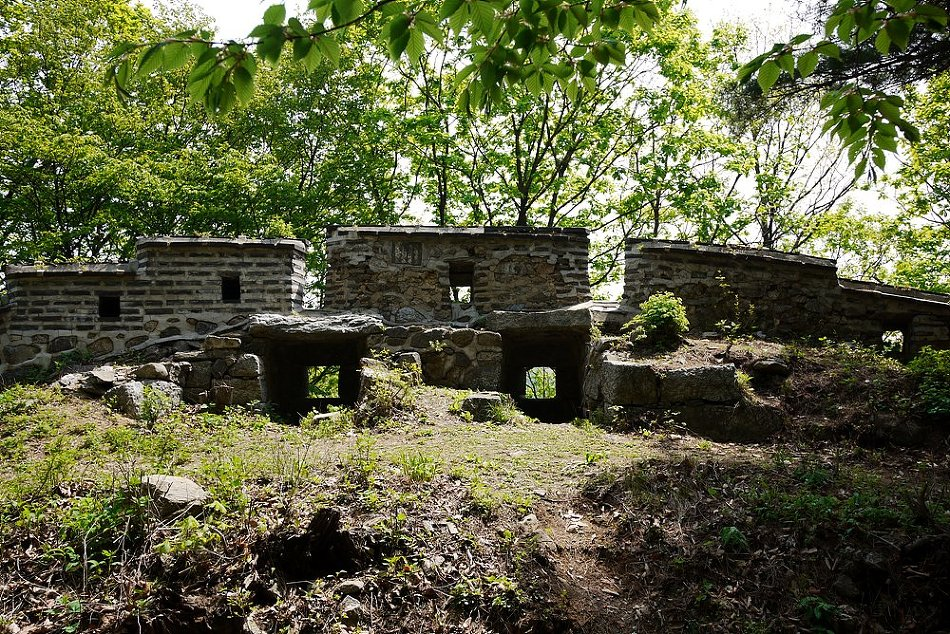
포구
총안

### 성문
남한산성의 성문은 산세와 지형의 영향으로 한쪽으로 치우친 형상을 하고 있다. 따라서 그 중간에 암문을 많이 두어 활용했다. 남한산성에 있는 4대 성문은 밑에 홍예문을 두고 위에는 문루를 세운 것이다. 문의 규모는 남문이 가장 크고 다음 북문, 동문 그리고 서문의 순서로 규모가 크다. 문루는 모두 정면이 3칸이지만, 측면은 남문이 3칸, 북문 2칸, 동문 2칸, 서문 1칸으로 되어있다. 지붕은 모두 팔작지붕 양성을 바르고 동문의 무익공 홀처마를 제외하고는 모두 겹처마의 초익공을 하였다.

#### 동문

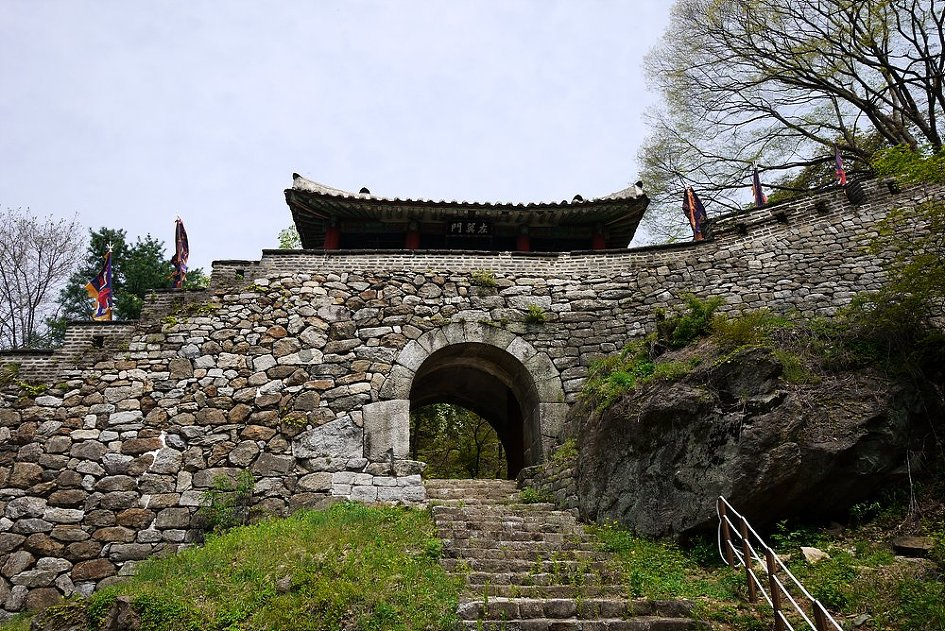
동문

동문은 가장 사용빈도가 많았던 문으로, 성의 남동쪽에 있다. 다른 이름으로는 좌익문(左翼門)이라 하였다. 행궁을 중심으로 국왕이 남쪽을 바라보며 국정을 살피니, 동문이 좌측이 되므로 좌익문이라 한 것이다. 폭은 3.1m, 높이는 4m로서 홍예기석 위에 9개의 홍예돌을 쌓은 홍예식 성문으로, 지면이 성문보다 낮아 계단이 설치되어 있다. 안쪽에는 가로 31cm, 세로 16cm의 철린으로 보강했다. 성문 위의 문루는 정면 3칸, 측면 2칸이다.
이 동문은 낮은 지대에 축조되었기 때문에 계단을 쌓고 그 위에 성문을 축조하여 우마차의 통행이 불가능하다. 따라서 물자의 수송은 수구문 남쪽에 있는 11암문이 이용되었을 것으로 보인다.

#### 서문

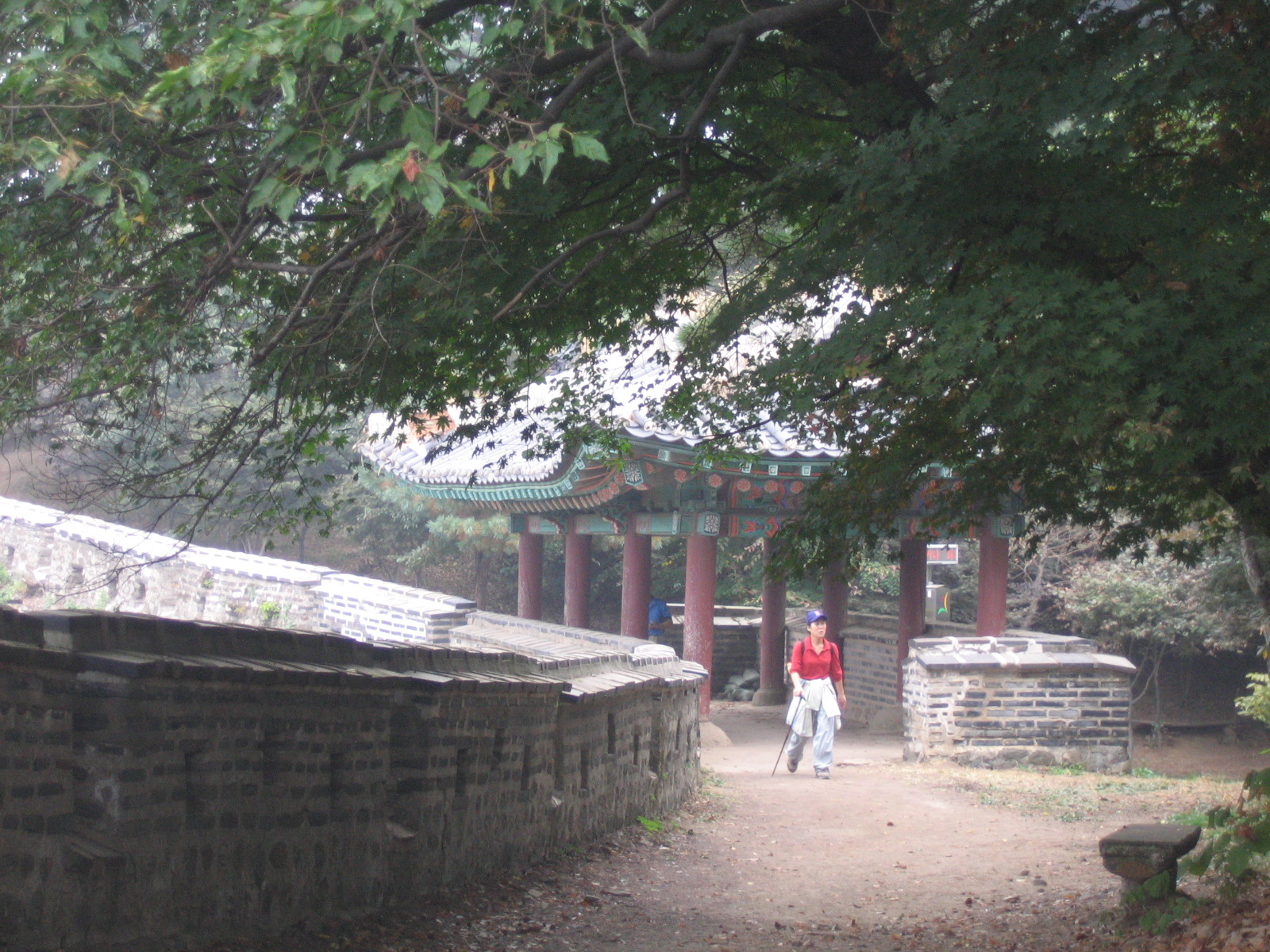
서문 문루

서문은 산성 북동쪽에 있는 문으로 다른 이름으로는 우익문(右翼門)이라 한다. 광나루나 송파나루에서 가장 가깝지만, 경사가 급하여 당시 물자를 수송하던 우마차 등은 이 문으로 드나들기는 힘들었을 것으로 추정된다. 문의 폭은 1.46m이고, 높이는 2.1m다. 동문처럼 홍예식으로, 장방형 홍예기석 위에 5매의 홍예석을 올려놓았다. 안쪽에는 2짝의 목재 판문을 설치하였다. 문루는 정면 3칸 측면 1칸이며, 지붕은 팔작지붕이다. 인조가 세자 등과 함께 청나라에 항복하러 삼전도로 나갈 때, 이 문을 지났다.

#### 남문

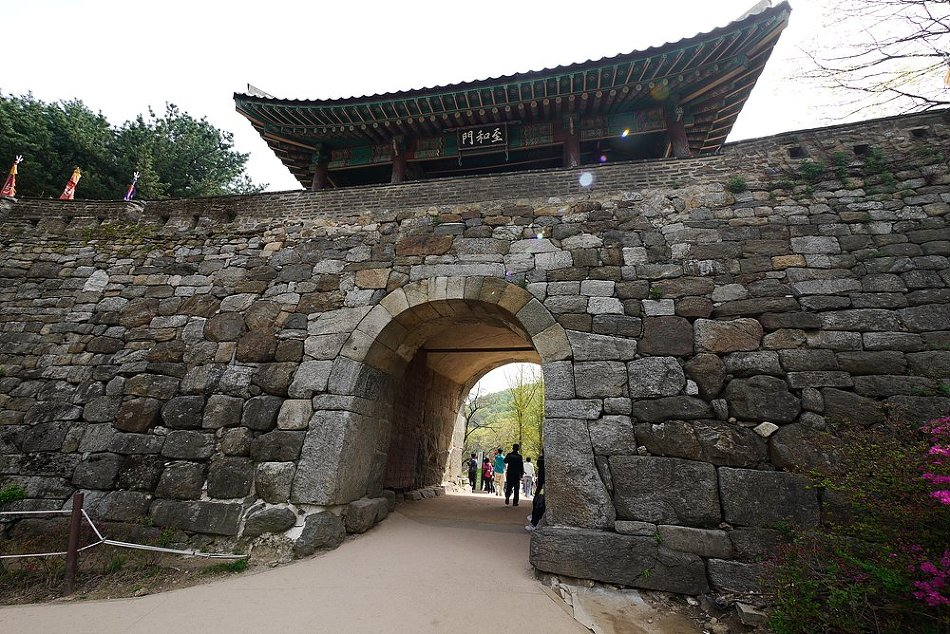
남문

남문은 성의 서남쪽에 있는 문이다. 남문은 정조 3년(1779년)에 성곽을 개보수할 때 개축되어 지화문(至和門)으로 이름 붙여졌다. 또 남문은 4대문 중 유일하게 현판이 남아있다. 다른 문들처럼 문루와 홍예문으로 나뉜다. 남문의 홍예문은 높이 4.75m, 폭 3.35m, 길이 8.60m로 홍예기석 위에 홍예석 17개로 구성되어 있다. 문루는 정면 3칸, 측면 3칸이며 동문보다 기둥높이는 낮으나 건물의 전체 높이는 조금 높다. 현재의 문루는 1976년에 복원한 것이다. 병자호란으로 인조가 처음 남한산성에 들어 올 때에도 이 문을 통해서 들어 왔다.
남문 밖에는 성남시에서 보호수로 지정 한 약 350년된 느티나무가 있다. 남한산성 성곽 준공당시 성곽사면 토양유실 방지 및 차폐의 목적으로 식재된 것으로 추정된다.남한산성 순환도로 터널이 개통된 후 폐도 부지가 된 남문 앞 느티나무 주변을 2006년 재정비 및 느티나무 생육환경개선 후 총 4주를 보호수로 지정하여 관리하고 있다.

#### 북문

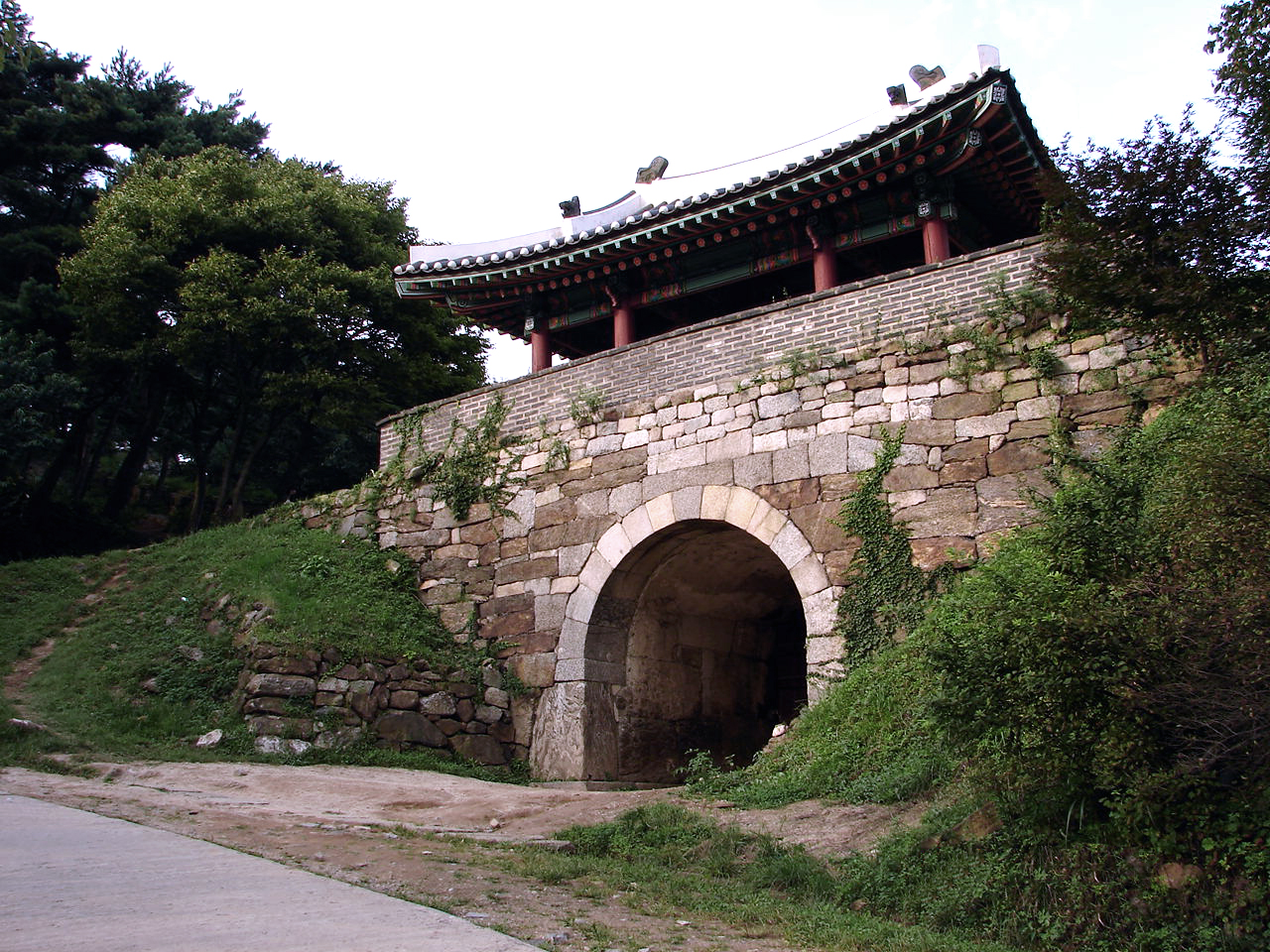
북문

북문은 성곽 북쪽의 해발 365m 지점에 있으며 전승문(戰勝門)이라고 한다. 북문을 나서면 계곡으로 난 길을 따라 상사창동으로 이르게 되는데 조선 시대에 수운으로 옮긴 세곡을 등짐으로 이 문을 통해 산성 안으로 운반하였다. 선조대의 기록을 보면 산성 내에 동면과 남문, 수구문의 3개의 문이 있었다는 기록이 있는 것으로 보아 북문은 1624년에 신축된 성문이라고 생각된다.
1779년 성곽을 개보수할 때 개축하고 이름을 붙여 전승문이라 칭하였다. '전승문'이란 싸움에 패하지 않고 모두 승리한다는 뜻인데 현재 편액은 걸려있지 않다. 북문은 홍예식 문이며, 홍예기석 위에 10개의 홍예돌을 쌓아 구축하였다.

#### 암문

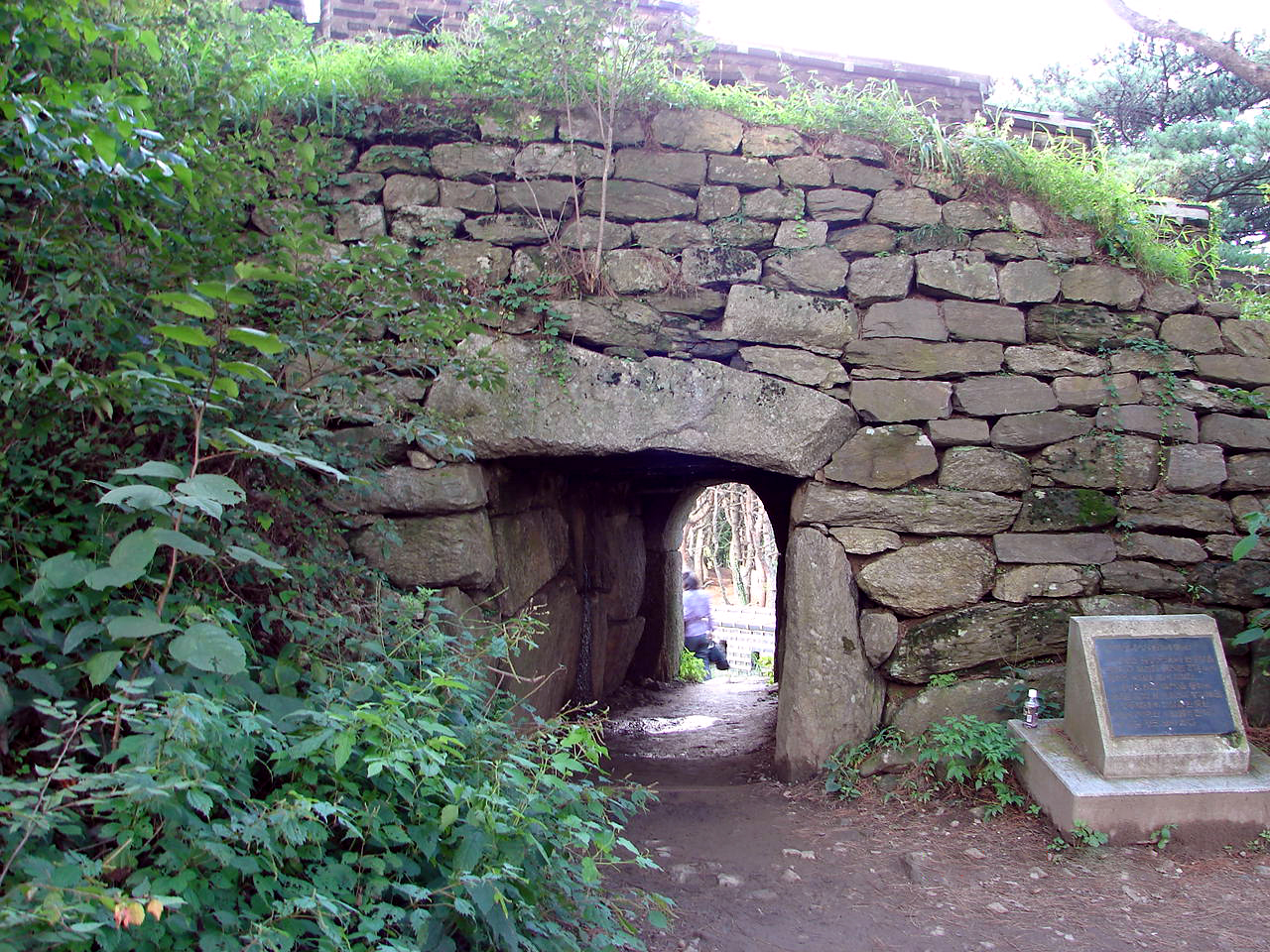
암문

암문은 남한산성에 16개가 있으며, 남한산성은 한국 성곽 중에서 가장 많은 암문을 가지고 있다. 암문은 적이 관측하기 어려운 곳에 만든 성루가 없는 성문이다. 원성에 11개, 봉암성에 4개, 한봉성에 1개가 있고 형식은 평거식과 홍예식으로 구분된다. 암문은 은밀하게 식량과 무기를 운반하거나 원군이나 척후병이 출입하는 용도로 사용되었다. 따라서 크기가 작고 장식이 없다. 암문의 안쪽에 쌓은 옹벽이나 흙은 유사시에 무너뜨려서 암문을 폐쇄할 수 있게 만든 것이다.

##### 제11암문(시구문)
동문(좌익문)에 인접한 제11암문(시구문)은 폭이 2.86m, 높이가 3.07m, 길이는 5.6m에 달해 가장 규모가 크다. 동문에는 계단이 있어 우마차의 통행이 불가능하였으므로, 수레나 일반인들의 통행은 주로 이 암문을 이용했을 것으로 보인다. 조선말 신유(1801) 기해(1839) 병인(1866)년 천주교 박해 때 희생당한 순교자 한덕운(토마스), 김덕심(아우구스티노), 정은(바오로) 등 300여 분의 시신이 이 문을 통해 버려져 천주교인의 성지순례 장소이기도 하다.

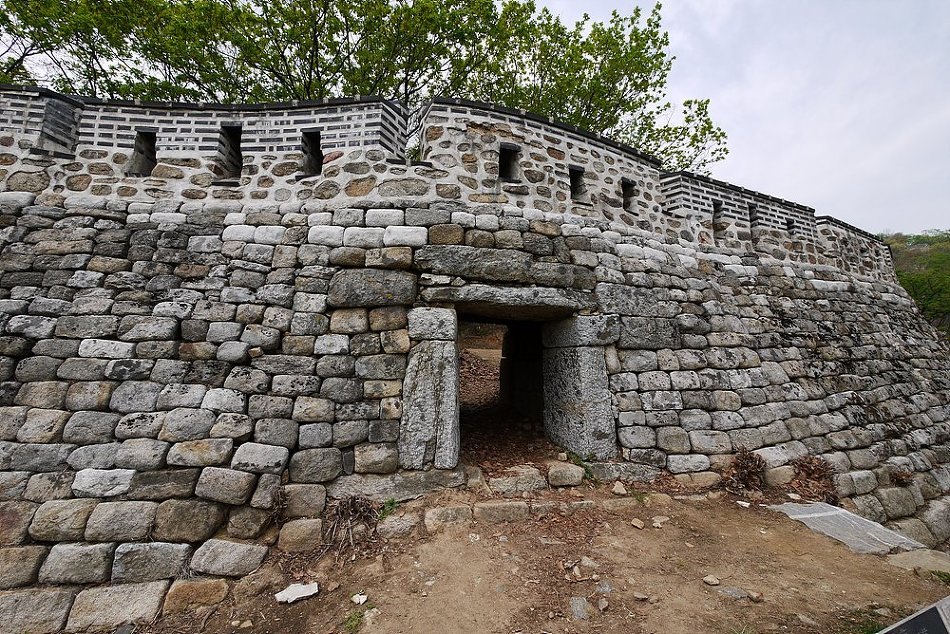
제2암문
제6암문(안쪽)
제6암문(바깥쪽)
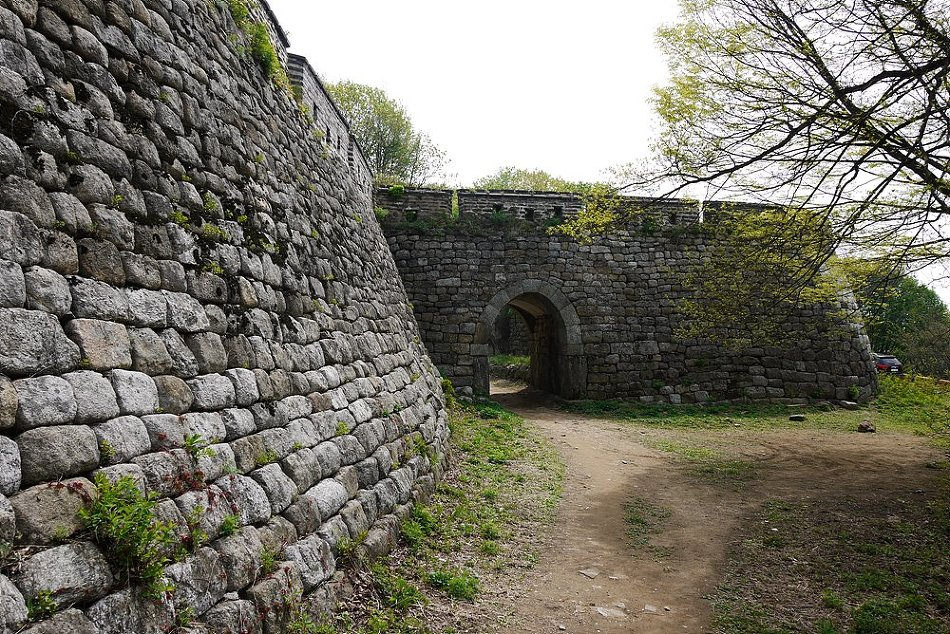
제7암문
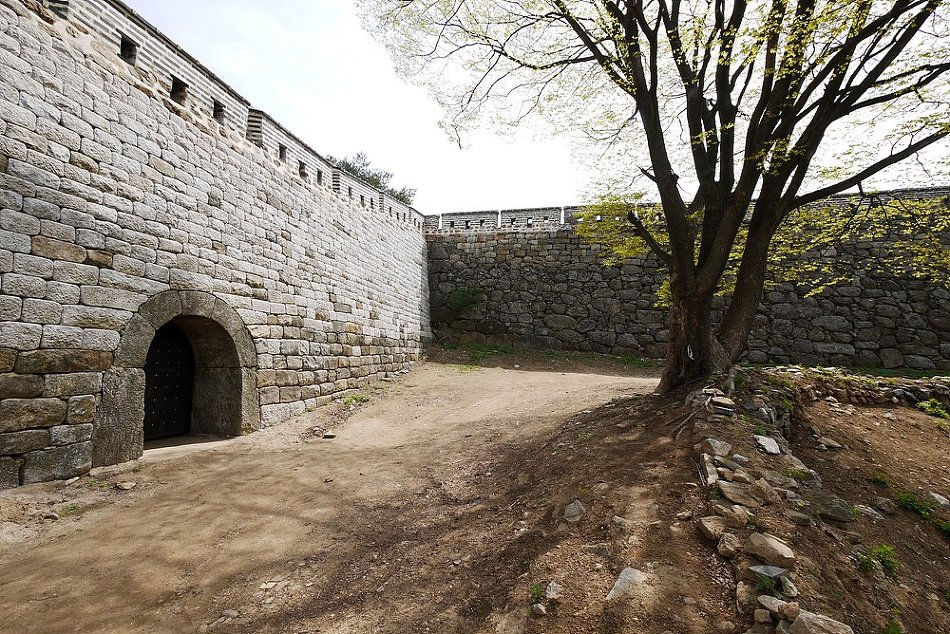
제8암문
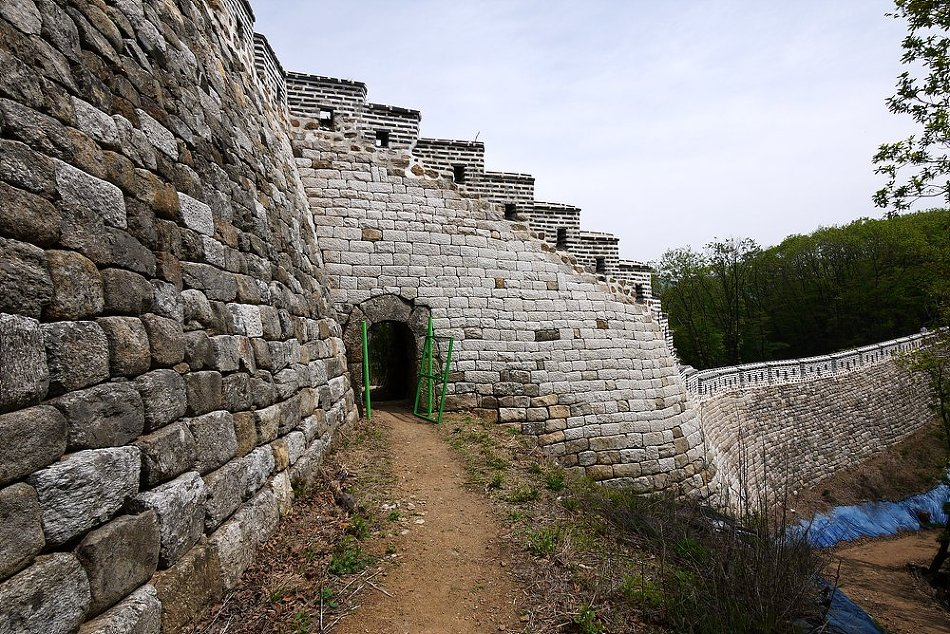
제9암문
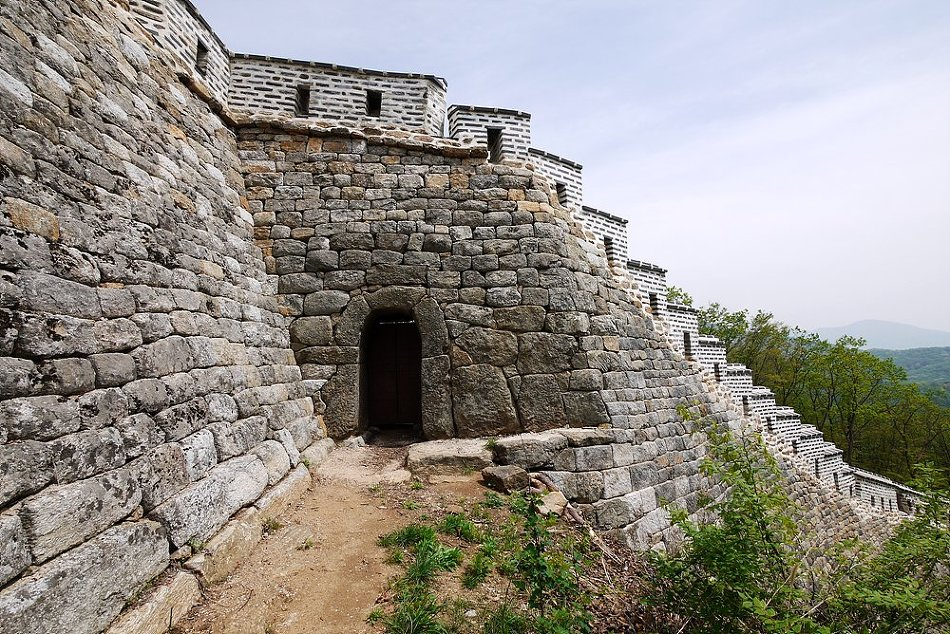
제10암문

#### 수문
해발 370~400m 정도의 산 능선을 따라 축성된 남한산성은 지세가 서쪽이 높고 동쪽이 낮아 대부분의 물이 동문 남쪽에 있는 수문을 통해 밖으로 흘러 나가고 있다. 산성 내에는 80개의 우물과 연못이 있을 정도로 수원이 풍부하였다고 전해진다. 수구문 바닥과 천장에는 홈이 파여져 있는데 적의 침입을 방지하기 위하여 쇠창살을 가로질러 놓았던 것으로 보인다.

### 장대
본래 장대는 전투시 지휘가 용이한 지점에 설치한 지휘소다. 현대와 달리 장군이 직접 전장을 관찰하며 지휘했던 당시에 지휘소의 역할을 하는 장대는 성내에서 가장 높고, 지휘와 관측이 용이한 곳에 설치하였다. 보통 한국의 성에서 장대는 단층 형태가 주류이나, 남한산성은 2층 누각형태다. 이와 같은 형태는 경기도 수원시의 수원 화성에서도 확인된다. 남한산성은 넓어서 총 5개의 장대를 설치했는데, 18세기 중엽에 모두 붕괴되어 터만 남아있다. 1751년에 이기진이 영조의 명을 받아 서장대와 남장대를 2층 누각형태로 다시 세웠지만, 현재 남은 것은 서장대다. "수어장대"란 이름은 이 서장대를 가리키는 것으로 서장대의 편액을 수어장대라 한 것에서 유래되었다. 지금의 수어장대 건물은 1896년 유수 박기수가 재건한 것이다.

#### 수어장대
수어장대는 전면에서 볼 때 크고 작은 자연석을 이용하여 기둥을 세우고 내부에는 널마루를 설치하여 단조로운 난간을 둘렀다. 내부 천정에는 장반자를 귀틀 위에 깔아 단청으로 시문하였고 툇간 위의 반자는 연등천정이다. 내진과 외진 사이 바닥에는 전을 깔고 한쪽에 계단을 설치하여 2층으로 오르내리게 되어 있다. 2층은 1층과 달리 변주에 판문을 달아 열고 닫을 수 있게 되어있고, 바닥에는 마루가 깔려있다. 지붕은 팔작지붕이다. 수어장대의 목부에는 모로단청을 시문하여 화려하게 꾸며져 있다.

#### 남장대 터

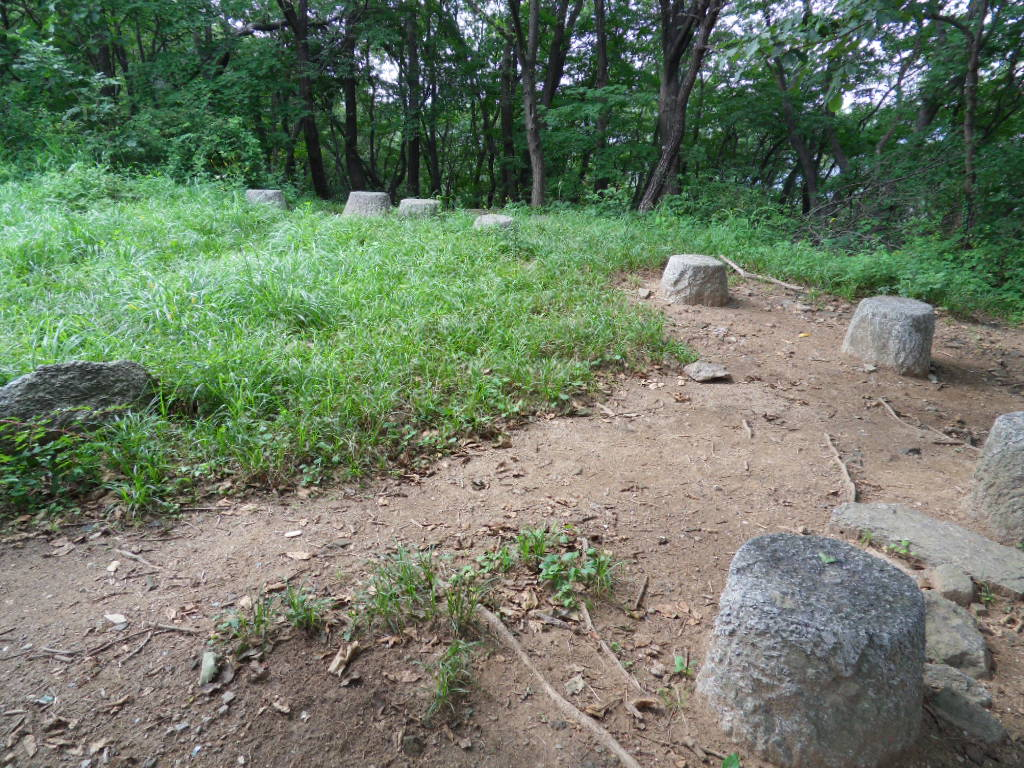
남장대 터

남장대 터는 성의 남쪽에 있는 제2남옹성 바로 안쪽에 있다. 주변 지형을 보더라도 장대가 위치할 입지적 조건을 갖추고 있다. 1788년 부윤 이태영이 수어장대와 같이 이층으로 고치고 타운루라는 편액을 걸었으나, 지금은 둥글게 잘 다듬어진 주춧돌만 남아있다. 남장대가 있던 이 지역은 제2남옹성치를 설치하여 장대 앞의 면적을 넓힘과 동시에 3개의 남옹성을 설치한 점 등을 고려할 때, 전략적으로 중요한 장대임을 알 수 있다.

#### 동장대 터
동장대 터는 남한산성의 동쪽에 있던 장대로 수어청에 소속된 5영 중 좌영장이 지휘하던 동장대가 있던 곳이다. 동장대는 인조 2년에 산성 수축시에 설치되었고, 누각도 함께 건립되었으나 18세기 초에 붕괴된 것으로 보인다. 18세기 중엽에 이르러 남장대와 서장대는 다시 수축하였으나, 북장대와 동장대는 다시 짓지 않았다. 한봉성과 연주봉옹성의 축성으로 동장대나 북장대는 상징적인 의미만 있을 뿐 군사적인 실효성이 없어졌기 때문인 것으로 보인다.

#### 북장대 터
북장대는 북문에서 서북쪽 245m 거리의 해발 405m 지점에 위치한며, 연주봉과 성내를 연결하는 암문의 우측에 있었다. 북장대는 인조 2년(1624) 남한산성 수축시에 단층누각이 함께 지어졌던 것으로 보인다. 수어청에 소속된 5영 중 중영장이 배치되어 진을 치고 휘하 장졸을 지휘하던 곳이다.
북장대는 18세기 초에 붕괴되었다.
그후 18세기 중엽에 이르러 남장대나 서장대는 다시 수축하였으나 북장대나 동장대의 경우에 다시 수축하지 않은 것은 한봉성과 연주봉 옹성의 축성으로 동장대나 북장대는 상징적인 의미만 있을뿐 군사적인 측면에서의 실질적인 필요는 없었기 때문에 다시 수축하지 않았다.
산성에 있었던 4장대 중 그 규모를 확실히 파악할 수 없을 정도로 가장 훼손이 심한 편이다. 규모를 확실히 알 수는 없으나 주변의 잡석들 속에는 기단석과 파편 등을 쉽게 발견할 수 있다.

#### 외동장대 터
이곳은 망월봉에서 북동쪽으로 뻗어나간 능선이 남쪽과 북쪽으로 갈라지는 지점이다. 북쪽으로 이어진 능선은 해발 514m의 봉암을 이루고 남쪽으로 갈라진 줄기는 해발 410m의 한봉까지 연결된다. 외동장지가 있는 곳은 이처럼 세 개의 능선이 만나는 지점으로서 정상부는 평탄하고, 해발 고도는 492m로, 이곳에서는 동장대지와 벌봉 일대가 조망되는 곳이다. 현재 이곳에는 넓은 평탄지역에 고대가 구축되어 있고, 곳곳에 축대를 쌓았던 돌들이 흩어져 있다. 이 외동장대는 숙종 12년(1686) 수어사 윤지선이 수어청군병을 동원하여 봉암 외성을 축성할 때 함께 구축한 것으로 보인다.
조련때 후영장인 죽산부사가 군사 2,000명을 데리고 진을 치곤 하였다. 고지도를 보면 서장대와 남장대의 경우에는 누각이 설치된 것으로 나오지만 외동장대의 경우에는 누각에 관한 기록이나 표시가 있는 도면이 전혀 없는 것으로 보아 외동장대는 처음부터 누각이 없이 대만 구축했을 가능성도 있다고 판단된다.

### 행궁
광주 행궁, 남한산성 행궁이라 불리는 행궁은 1626년 6월 총융사 이서의 계책에 따라 완성된 것이다. 조선 시대의 남한행궁은 유사시 왕이 피난할 수 있도록 준비된 예비 궁궐이었다. 남한산성의 행궁에 대한 발굴조사가 1999년부터 한국토지공사 박물관에 의해서 시행되었다. 2007년까지 총 8차에 걸친 조사에서, 신라 시대 대형 건물터가 발견되었다. 통일신라 시대 대형 건물터는 동서 약 18m, 남북 53.5m 총 290평의 매우 큰 규모로, 안학궁의 외전이 정면 11칸 49m, 측면 4칸 16.3m로 약 242평이라는 것에 비추어 생각해 보면 굉장한 규모임을 알 수가 있다. 건물의 규모로 인해 궁궐로 쓰였을 것이라는 의견이 있으나, 두꺼운 벽과 방충을 위한 시설이 갖추어진 건물의 구조를 볼 때 대체로 창고로 쓰였을 것이라는 의견이다. 같이 발견된 기와는 크기가 매우 큰데 무게가 보통의 기와의 4배가 넘어 암기와는 한 장이 약 19kg이고, 숫키와는 약 15kg이나 된다. 이것은 조선 시대의 중기와가 약 4 kg, 3.3kg인 것에 비하면 상당한 무게이다.

### 침괘정
침괘정은 성 내에 자리한 건물로, 건립 시기가 확실치 않으나 기록에 의하면 광주유수 이기진이 1751년 영조 27년에 중수하고 침괘정이라 하였다고 한다. 건물은 정면 7칸 측면 3칸으로 큰 건물인데, 건물 내부가 흔하지 않은 배치로 이루어져 있어 도중에 용도 변경이 있었을 것이라고 추측되고 있다. 건물의 용도에 대해서 전설에는 온조왕의 궁터라고 하고, 무기창고라는 의견도 있으나, 특이한 내부 평면을 볼 때 관아의 용도로도 사용된 특수 건물로 추정된다.

### 숭렬전
숭렬전(崇烈殿)은 백제의 시조 온조왕의 위패를 봉안하고 제사를 드리던 사당이다. 조선 인조 16년에 온조왕사당으로 건립했다. 이후 남한산성을 수축하고 병자호란 때 싸우다 죽은 수어사 이서를 함께 배향하였다. 1795년 정조 19년에 왕이 사액을 하사하여 숭렬전으로 그 이름을 바꾸었다. 성곽의 북서쪽 산 능선 아래 남향으로 지어진 작은 건물이다. 담장 안에 근래에 새로 복원한 강당과 그 북쪽에 담장으로 막아 구성한 사당구역으로 이루어져 있다.

### 청량당
청량당(淸凉堂)은 수어장대 담 밖 서쪽에 있는 당집이다. 이 집에는 남한산성의 동남쪽 부분 축성 책임자였던 이회와 그 부인, 그리고 서북성을 상은 벽암 스님 김각성의 혼령을 모신 사당이다. 이회는 성곽 축성인의 모함으로 참수를 당했으나 후에 모함임이 밝혀져 그의 혼령이 이곳에 봉안되었다. 청량당은 화방벽을 눈높이 만큼 올린 3칸 문간채와 정면 3칸 측면 2칸의 청량당으로 이루어져 있다. 주위에는 담장이 둘러져 있다.

### 연무관
연무관(演武館)은 성을 지키는 군사들이 무술을 연마하던 곳으로 건립 연대는 확실하지 않지만 인조 2년 남한산성을 건설하면서 함께 건립된 것으로 추정되고 있다. 처음 지어졌을 때는 연무당이라고 불렀지만 숙종 때 건물을 개수하면서 연병관이라는 편액을 하사하였다. 이후 통칭 연병관, 연무관이라고 불린다. 현재는 건물을 해체 복원하기 위하여 주춧돌만을 남기고 모두 해체하여 부재를 보관하고 있다. 해체된 건물은 정면 5칸, 측면 3칸의 건물로 원기둥에 초익공을 한 팔작집이었다.
(재)경기문화재단에서 관리하여왔으나, 2016년 12월 20일부터 경기도지사로 변경되었다.

### 지수당
지수당(池水堂)은 경기도의 문화재자료 제14호이다. 조선 현종 13년(1672)에 부윤(府尹) 이세화(李世華)가 세운 건물로서 이 건물의 앞 뒤로는 세개의 연못이 있었으며 당시 고관(高官)들이 낚시를 즐기던 곳이다. 지금은 연못 하나가 매몰되고 두 개의 연못만이 옛 모습을 남기고 있다. 정자의 동쪽에는 부윤 이세화의 공덕비가 세워져 있고 제 3연못지로 추정되는 지역은 현재 논이 있다. 정자에는 지수당이라는 현판이 걸려있다. 지붕의 양식은 홑처마를 두른 팔작지붕이다. 정자 크기는 정면과 측면이 각각 3칸으로 되어 있으나 측면의 1칸은 반칸 크기로 되어 건물의 평면은 장방형 꼴을 이룬다. 정자 옆의 연못은 'ㄷ' 자형으로 파서 연못이 정자를 둘러싼 특이한 형태를 하고 있으나 이것은 을축년 대 홍수 때 매몰된 정자를 복원하는 과정에서 원래 'ㅁ'자 형의 정자를 완전 복원하지 못한 것이 현재의 정자 모양으로 남았다. 연못 가운데 관어정이라는 정자가 있었으나 지금은 그 빈 터만 남아있다.

### 군포지
군포는 성을 지키기 위한 초소 건물이다. 중정남한지(1948)에 의하면 남한산성 내에는 125개소의 군포가 마련되어 있었다 하나, 현재는 한 군데의 군포도 남아있지 않다.
군포지는 주변보다 약간 높은 평탄한 대지 위에 정면 3칸, 측면 1칸으로 보이는 초석과 벽체, 그리고 다수의 와편과 조총탄환이 나왔다. 이를 통해 군포는 목조가구로 된 건물에 기와를 얹고 벽체는 토석벽을 둘린 건물로 보인다. 또한 군포는 초소건물 기능에 맞게 정면은 트여있고, 내부에 온돌시설은 보이지 않았다.
이번 정비 시에 발굴된 발굴시의 건물유구를 잘 보존하기 위하여 유구 위를 흙으로 덮고 그 위에 기존유구와 같은 형태의 모조초석을 설치하였다.

### 사찰
남한산성의 축성과 관련된 사찰은 모두 10개가 있는데, 이 중 옥정사 등 8개 사찰은 본성 내에, 동림사는 봉암성 내에, 영원사는 한봉성 근처에 있다. 옥정사와 망월사는 인조 2년(1624년) 이후 남한산성을 수축할 때 새로 지은 8개의 사찰과는 달리 신라 때부터 있었던 고찰이라고 전해지나, 일제에 의해 파괴되어 지금은 주춧돌 등만 남았다.
원래 성내에는 망월사와 옥정사의 두 개의 사찰만이 있었는데 산성의 수축과 함께 6개의 사찰이 새로 지어졌으며, 숙종 12년 봉암성을 개축할 때 동림사가 지어져 총 아홉 개의 사찰이 있었다. 그 후 산성 내 사찰은 1905년 조선군대 해산령 이후 일제에 의하여 무기고와 탄약고가 함께 있다는 이유로 파괴되었다. 그 중에서 가장 적게 파괴된 장경사만이 오늘날까지 남아 있다. 현재 있는 망월사와 개원사, 국청사는 모두 근래에 복원한 사찰들이다.

#### 장경사
장경사는 대한불교조계종 조계사(曹溪寺)의 말사이다. 남한산성 내에 존재했던 9개의 사찰 가운데 당시의 모습으로 남아 있는 현존하는 유일한 사찰이다.망월봉 남사면 중턱 해발 360m지점에 위치하고 있다. 인조 2년(1624년) 남한산성 수축 시 승군의 숙식과 훈련을 위해 건립한 군막사찰이다. 병자호란 당시인 인조 15년(1637년) 1월 19일 적이 동쪽 성을 침범하여 남한산성이 함몰 위기에 빠지자 어영별장 이기축이 장경사에 있다가 죽을 힘을 다하여 몸소 군사를 독전하였다.
건물로는 대웅전을 비롯하여 진남루, 칠성각, 대방, 요사채 등이 있는데, 그 가운데 대웅전이 가장 화려하게 지여진 고건축 양식을 보여주고 있다. 지붕은 겹처마를 두른 팔작지붕이며, 다포양식의 정면 3칸, 측면 3칸의 건물로 측면의 칸은 정면의 칸보다 약간 좁아서 건물의 전체 평면은 장방형을 이룬다. 건물 정면에는 각 칸마다 4쪽 여닫이 교자문을 달았다. 종무소는 좁아서 건물 전체 평면은을 장방향을 이룬다. 건물 정면에는 각 칸마다 4쪽 교자문을 달았다.

#### 망월사
망월사는 남한산성 내에 있는 10개의 사찰 중 가장 역사가 깊은 사찰로 망월암에서 유래되었다고 한다. 이 사찰은 태조 이성계가 한양에 도읍을 정할 때 한양에 있었던 장의사를 허물고 그곳에 있던 불상과 금자화엄경, 금솥 등을 옮겨 창건하였다고 한다. 옛 망월사는 일제에 의하여 모두 소실되었고 현재 남아있는 건물은 이후에 복원된 것으로, 지금의 법당 자리가 원래 망월사 중심 전각이 있던 곳이다. 곳곳에 남아있는 돌 축대는 옛 망월사 규모와 건물 배치를 짐작할 수 있게 하며, 대형 맷돌이 유물로 보존되어 있다. 대웅보전 우측에 위치한 사리탑은 인도 인디라 간디 수상으로부터 직접 모셔온 진신 사리를 봉안한 13층 석탑이다.

#### 국청사
국청사는 경기도 광주시 남한산성면 산성리에 있는 절이다.
1625년(인조 3)에 각성(覺性)을 팔도도총섭총절제중군주장(八道都摠攝總節制中軍主將)에 임명하고, 팔도의 승군을 동원하여 남한산성의 축조를 담당하게 할 때 7개의 사찰을 창건하였는데 그 중의 하나가 국청사이다.
승군의 숙식과 훈련을 담당하여 외적의 침입에 대비하고, 비밀리에 군기(軍器)와 화약ㆍ군량미 등을 비축하였던 사찰이다. 그 뒤 한말에 의병의 군기창고로 사용되다가 비밀이 누설되자 일본군이 불태워서 절터만 남아있던 것을 1968년에 보운(普運)이 중창하여 오늘에 이르고 있다.
성삼문(成三問)의 친필이라고 전하는 병풍 1점과 송시열(宋時烈)의 친필책자 3권이 전해오고 있다. 절 근처에는 국청사정(國淸寺井)이라고 하는 조그만 우물이 있는데, 금닭이 나와 홰를 치며 울었다는 전설이 있다.

#### 개원사지
개원사지(開元寺址)는 경기도의 기념물 제119호이다. 조선 인조 2년(1624년) 파손된 성곽을 보수하고 이를 지키기 위해 전국 8도의 승병을 성내 여러 사찰에 주둔케 하였는데, 개원사는 그 중 승병의 총 지휘소로 사용되었던 사찰이다. 유물로는 남한산성 축성시 승군들이 사용했던 유분, 석장, 옹기, 함지들이 남아있다.

#### 옥정사 터
옥정사라는 이름은 절 뒷편에 큰 우물이 있어 큰 가뭄에도 마르지 않고 옥 같은 샘물이 솟아났다 해서 붙여진 이름이라 한다. 옥정사는 남한산성의 북문을 지키던 승병들의 숙식과 훈련을 위해 지어진 것으로 추정된다.
현재는 일본에 의해 소실되어 터만 남아있다.

### 사당

#### 현절사
병자호란(1636) 때 3학사 윤집·홍익한·오달제의 넋을 위로하고 충절을 기리기 위하여 세운 사당이다. 3학사는 적에게 항복하기를 끝까지 반대하다가 청나라에 끌려가 갖은 곤욕을 치르고 참형을 당하였다.
조선 숙종 14년(1688)에 그들이 끝까지 척화의 의리를 내세우던 곳인 남한산성 기슭에 지었으며, 숙종 19년(1693)에는 나라에서 ‘현절사’라 이름을 지어 현판을 내렸다. 우국충절을 장려할 목적으로 지었으므로 모든 경비를 나라에서 지원하였다. 숙종 37년(1711)에 김상헌과 정온을 함께 모시게 되면서 현 장소로 옮겨 지었다.
앞면 3칸·옆면 2칸의 규모로, 지붕은 옆면이 사람 인(人)자 모양인 맞배지붕이다. 앞면은 제사지낼 때 활용할 수 있도록 퇴칸으로 개방하였고, 옆면은 바람막이 풍판을 달고 방화벽으로 마감하였다.
고종 8년(1871) 전국의 서원 및 사우에 대한 대대적인 철폐 때에도 제외되어 지금까지 존속되고 있다.

## 예술 작품 속 남한산성
축조된 이후 남한산성은 많은 예술 작품의 무대나 배경으로 쓰였다. 특히 병자호란을 배경으로 하는 작품이 많다. 박씨전과 같은 고전소설, 산성일기와 같은 일기체 수필 등에서 남한산성이 등장한다. 특히 산성일기는 병자호란을 중심으로 남한산성으로 피신한 조선 정부의 항쟁을 자세히 기록하고 있다. 최근에는 병자호란을 다룬 소설가 김훈의 《남한산성》이 출간되어 큰 호응을 얻었다. 또한 같은 소설을 원작으로 각색한 동명의 뮤지컬 및 영화 또한 제작되었고, 2023년 하반기에 방영한 MBC 금토 드라마 '연인'의 경우, 조선시대 병자호란을 겪으면서 엇갈리는 연인들의 애틋한 사랑과 백성들의 생명력을 중심 소재로 극화한 휴먼역사멜로 사극물로 제작한 바 있다.

## 관광 정보

남한산성 안내석

남한산성은 청량산 능선을 따라 완만하게 이어지기 때문에 부담없이 걸을 수 있다. 걷는 코스는 크게 다섯 가지로 나뉘지만 구간구간 샛길이 많아서 각자의 능력에 따라 다양한 선택을 할 수 있다. 특히 남문에서 수어장대를 거쳐 북문에 이르는 2.8 km 구간은 남한산성을 대표하는 걷기 코스이다.

### 축제
- 산성문화제 : 경기도남한산성도립공원이 백제의 도읍지이자 국난 극복의 장소라는 '역사성'에 초점을 둔 축제이다. 매년 10월 열리는 축제. 대동굿과 숭열전 제향, 풍물놀이 등이 열린다. 경기도 무형문화재인 산성소주 제작시연과 시음, 민속장터도 진행된다. 대동굿은 남한산성 축성과 병자호란 때 죽은 영혼을 달래기 위한 굿으로 전국의 무속인들이 많이 참가한다.[68]
- 숭열제향 : 백제 온조왕과 축성책임자인 이서 장군에 바치는 제향. 음력 9월 5일에 열린다.
- 현절사제향 : 삼학사인 오달제, 윤집, 홍익한과 김상헌, 정온에 바치는 제향
- 영월제 : 정월 대보름 행사로, 지역 주민들에 의해 전승되는 문화행사이다. 영월제라는 이름은 남한산성 행궁 좌측 언덕에 있는 영월정의 누정에서 유래되었다. 천지신명에게 제사를 지내는 행사인 동제 뿐만 아니라 달맞이, 농악놀이, 사물놀이 등의 행사가 열리며, 산성리 주민들이 남한산성 탐방객에게 무료로 음식도 제공한다.[69]
- 도당굿 : 청양당에서 이회 장군과 부인 송씨, 첩 윤씨를 기리는 굿 행사. 일제 강점기와 이승만 대통령 시절에 없어졌으나, 1991년에 복원되었다.

## 같이 보기
- 남한산
- 청량산
- 병자호란
- 북한산성
- 수원화성

### 관련 드라마
- 남한산성 (1986년)
- 대장금 (2003년)
- 추노 (KBS 2TV 수목 드라마 - 2010년 상반기 방영작)
- 동이 (2010년)
- 연인 (MBC 금토 드라마 - 2023년 하반기 방영작)

### 교통편
- ● 수도권 전철 5호선 마천역
- ● 수도권 전철 8호선 산성역, 남한산성입구역

## 참고 문헌
- 이 문서에는 다음커뮤니케이션(현 카카오)에서 GFDL 또는 CC-SA 라이선스로 배포한 글로벌 세계대백과사전의 "병자호란" 항목을 기초로 작성된 글이 포함되어 있습니다.

## 참고 자료
- 남한산성 - 국가유산청 국가유산포털
- Namhansanseong - UNESCO World Heritage Centre
- 장경호 (2009). “역사현장 남한산성 건축의 가치와 그 해석 - 행궁터의 통일 신라 시대 유적 중심으로” (PDF). 한울문화재연구원.[깨진 링크(과거 내용 찾기)]
- 이천우. 《남한산성의 축성법》. 문화재청.
- 심광주. 《남한산성 성곽의 특징》. 토지박물관.
- 홍금수 (2004). “산성취락연구:남한산성 광주읍치의 형성과 쇠퇴”. 《한국지역지리학회지》 (고려대학교) 10 (2).[주 2]